# Friends
Pour les articles homonymes, voir Friends (homonymie).
Friends [fɹɛn(d)z]  est une sitcom américaine populaire composée de 10 saisons, avec 236 épisodes de 22 minutes, créée par Marta Kauffman et David Crane, et diffusée entre le 22 septembre 1994 et le 6 mai 2004 sur le réseau NBC. L'histoire raconte les péripéties de trois jeunes femmes et trois jeunes hommes new-yorkais liés par une profonde amitié. Entre amour, travail, famille, ils partagent leurs bonheurs et leurs soucis au Central Perk, leur café favori.
Avec des audiences très élevées, la série est applaudie tout au long de son histoire, devenant l'une des séries les plus populaires de tous les temps. Elle a été nommée plus de 250 fois pour divers prix, dont 62 fois aux Primetime Emmy Awards. Friends s'est vue classée à la cinquième place du classement des 50 meilleures séries télévisées de tous les temps, établi par le magazine Empire. L'épisode 12 de la saison 4, Celui qui gagnait les paris (The One with the Embryos), occupe la 21e place du classement réalisé par TV Guide des 100 meilleurs épisodes de tous les temps. L'épisode final de la série a été regardé par plus de 52 millions de téléspectateurs américains, faisant de lui l'épisode télévisé le plus regardé des années 2000.
La série Friends a eu et a encore une grande influence sur le monde. En effet, de nombreux fans y sont encore très attachés. Il est indéniable que la série Friends compte parmi les séries les plus connues et les plus rentables. De nombreux produits dérivés ont conquis le cœur de nombreux fans, tel que des housses de couettes, des mugs, des vêtements, des objets de décoration et bien plus encore.
Le 27 mai 2021, les six acteurs se retrouvent lors d'un épisode spécial appelé Friends : Les Retrouvailles (Friends: The Reunion) diffusé sur HBO Max.
En Belgique et au Luxembourg, la série est diffusée à partir de la fin du mois d'octobre 1994 sur RTL TVI et RTL TV puis sur RTL9 (en VF) en France. La diffusion de la série débute le 16 avril 1996 sur Canal Jimmy en version originale sous-titrée. France 2 diffuse d'abord les épisodes 12 et 13 de la saison 2 le 25 juin 1997, lors d'une soirée spéciale Sitcom: Reflets ou Parodie de la Vie, et programme dès lors la série à partir du premier épisode dès le 8 septembre 1997. Elle sera rediffusée sur M6, W9, France 4, NRJ 12, C8, RTL9, Comédie+, AB1, TMC, TFX, Elle Girl TV, Warner TV et dès le 1er avril 2019 sur Série Club en intégralité HD et en version multilingue. Au Québec, la première saison est diffusée sous le titre Entre amis à partir du 31 mai 1999 sur le réseau TQS, puis à partir du 30 août 2003 sur Canal D, et rediffusée à partir du 14 mai 2012 sur Mlle et à partir du 13 mai 2019 sur Vrak.

## Synopsis
Monica Geller (Courteney Cox), une jeune cuisinière d'environ 25 ans, vit dans un appartement situé à Manhattan, dans Greenwich Village. Un jour, son amie d'enfance, Rachel Green (Jennifer Aniston), qu'elle n'avait plus vue depuis des années, débarque dans son café habituel, le Central Perk après avoir quitté son fiancé à l'autel le jour de leur mariage. Rachel devient alors la nouvelle colocataire de Monica et s’intègre rapidement à son groupe d'amis, composé de Phoebe Buffay (Lisa Kudrow), l'ancienne colocataire de Monica, une masseuse et musicienne particulière, Ross Geller (David Schwimmer) le frère de Monica, paléontologue doux et intelligent, qui est secrètement amoureux de Rachel depuis le lycée, Chandler Bing (Matthew Perry), un processeur de données sarcastique, plein d'humour et plein d'autodérision, qui est le meilleur ami de Ross depuis l'université et Joey Tribbiani (Matt LeBlanc), un acteur coureur de jupons un peu idiot mais fidèle ami et colocataire actuel de Chandler. Ces deux derniers vivent dans l'appartement juste en face de celui de Monica, sur le même palier.
La série raconte la vie quotidienne de ces six amis, ainsi que l'évolution de leur vie professionnelle et affective pendant dix ans. Les créateurs, Marta Kauffman et David Crane, présentent leur projets en disant : « ça parle de sexe, d'amour, de relations humaines et de carrières professionnelles, d'un moment de notre vie où tout est possible. C'est une série sur l'amitié, parce que dans les grandes villes, les célibataires n'ont pour famille que leurs amis ».
Les épisodes décrivent les aventures comiques et romantiques et les problèmes de carrière des six amis, tels que Joey qui auditionne pour des rôles ou Rachel à la recherche d'un emploi dans l'industrie de la mode.

## Distribution

### Acteurs
Ce tableau présente les six acteurs principaux en fonction de leur ordre d’apparitions sur le générique
| Acteur           | Personnage                      | Doublage en français                                                              |
| ---------------- | ------------------------------- | --------------------------------------------------------------------------------- |
| Jennifer Aniston | Rachel Karen Green              | Dorothée Jemma (saisons 1 à 8 + The Reunion) et Monika Lawinska (saisons 9 et 10) |
| Courteney Cox    | Monica E. Geller-Bing           | Maïk Darah                                                                        |
| Lisa Kudrow      | Phoebe Buffay Hannigan          | Michèle Lituac                                                                    |
| Matt LeBlanc     | Joseph "Joey" Francis Tribbiani | Mark Lesser (saisons 1 à 8 + The Reunion) et Olivier Jankovic (saisons 9 et 10)   |
| Matthew Perry    | Chandler Muriel Bing            | Emmanuel Curtil (saisons 1 à 8 + The Reunion) et Antoine Nouel (saisons 9 et 10)  |
| David Schwimmer  | Ross Eustace Geller             | Michel Lasorne                                                                    |

### Galerie

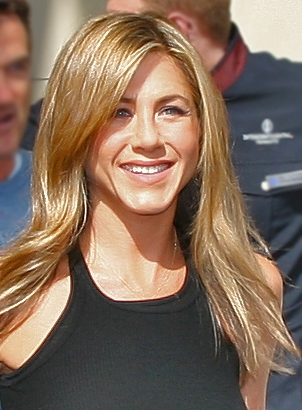
Jennifer Aniston (Rachel Green).
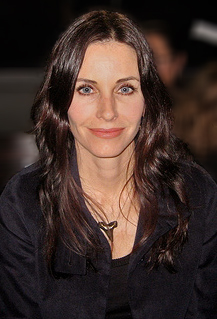
Courteney Cox (Monica Geller).
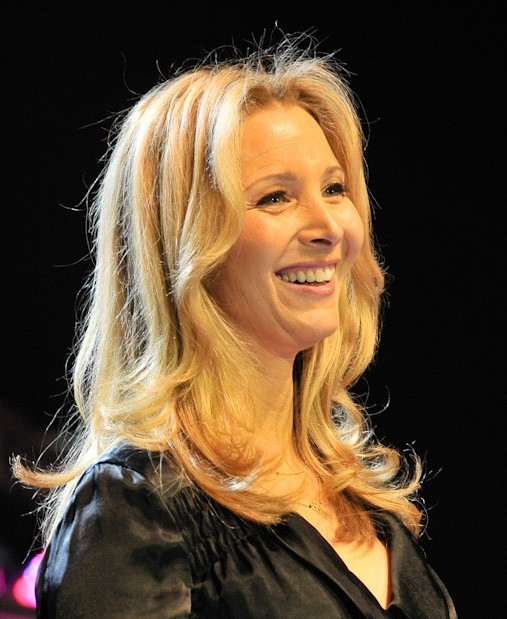
Lisa Kudrow (Phoebe Buffay).
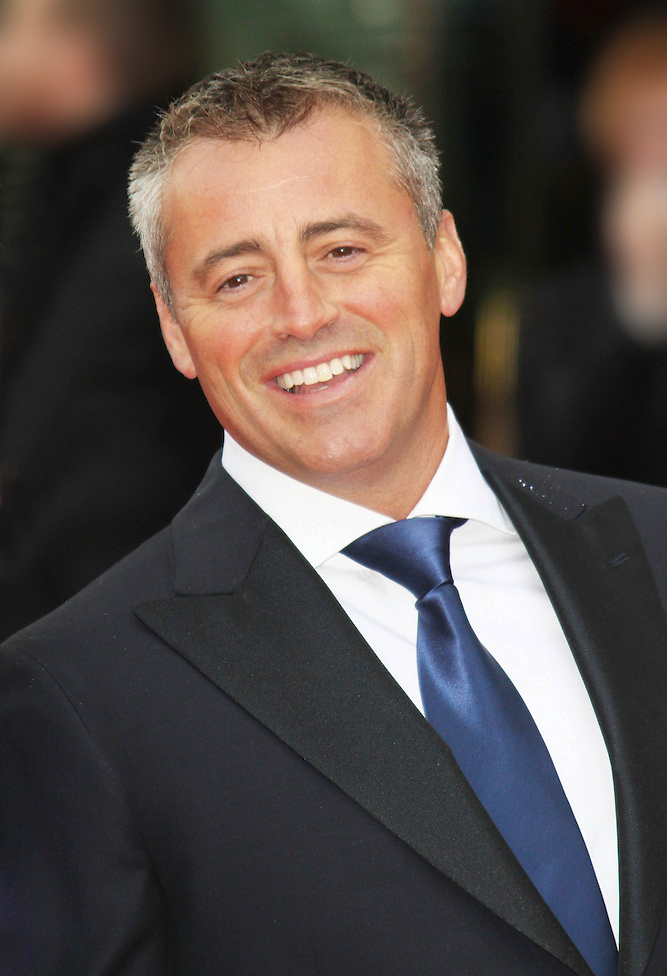
Matt LeBlanc (Joey Tribbiani).
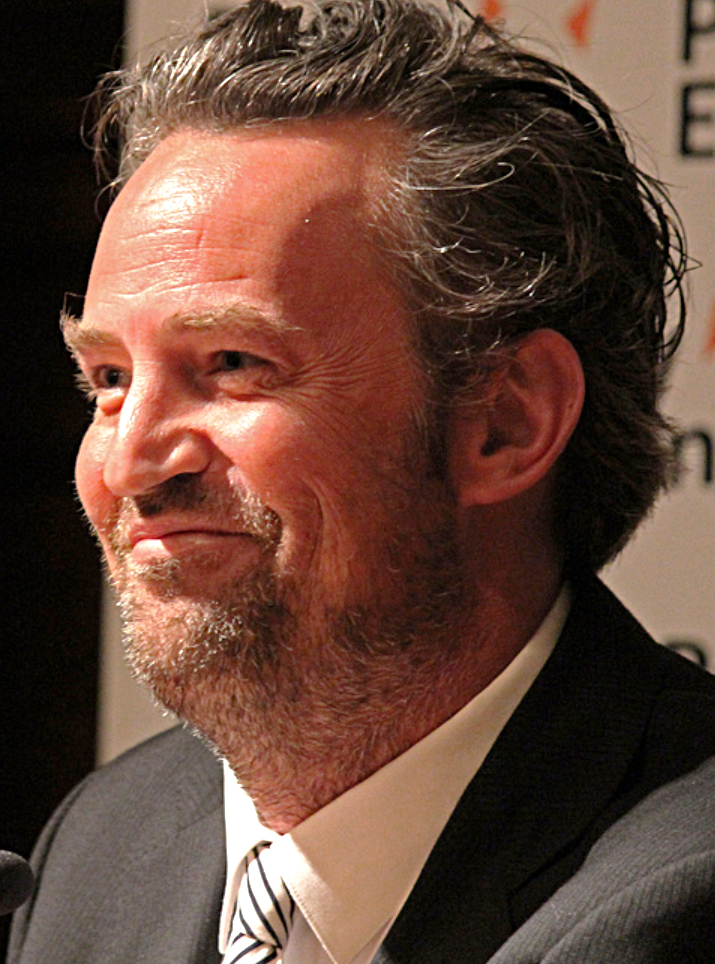
Matthew Perry (Chandler Bing).
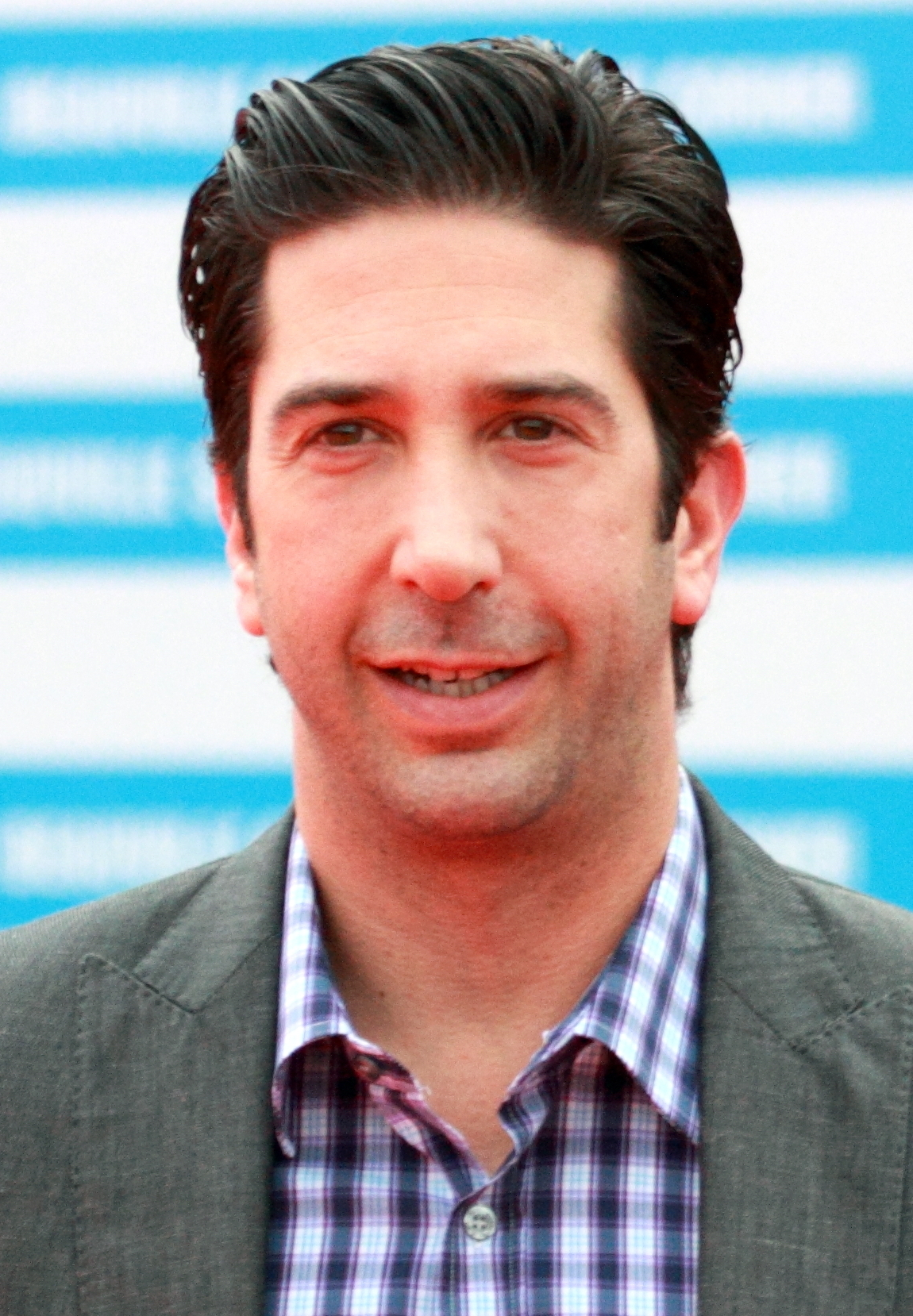
David Schwimmer (Ross Geller).

D'autres acteurs apparaissent fréquemment.
Leurs relations par rapport aux personnages principaux et leur rôle sont expliqués dans la section Autres personnages récurrents ci-après.

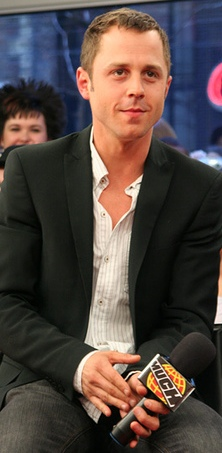
Giovanni Ribisi, qui interprète le personnage de Frank Buffay, Jr.

| Acteur                         | Personnage               | Doublage en français                                 |
| ------------------------------ | ------------------------ | ---------------------------------------------------- |
| James Michael Tyler            | Gunther                  | Marc Bacon                                           |
| Elliott Gould                  | Jack Geller              | Bernard Tiphaine                                     |
| Christina Pickles              | Judy Geller              | Tania Torrens puis Liliane Patrick                   |
| Maggie Wheeler                 | Janice Littman Guralnick | Martine Reigner                                      |
| June Gable                     | Estelle Leonard          | Maaike Jansen                                        |
| Anita Barone puis Jane Sibbett | Carol Willick            | Marie-Martine Bisson                                 |
| Jessica Hecht                  | Susan Bunch              | Valérie de Vulpian                                   |
| Michael G. Hagerty             | M. Treeger               |                                                      |
| Cole Sprouse                   | Ben Geller               | Hervé Grull                                          |
| Lisa Kudrow                    | Ursula Pamela Buffay     | Michèle Lituac                                       |
| Giovanni Ribisi                | Frank Buffay, Jr.        | Denis Laustriat                                      |
| Paul Rudd                      | Mike Hannigan            | Alexandre Gillet                                     |
| Tom Selleck                    | Richard Burke            | Francis Lax                                          |
| Helen Baxendale                | Emily Waltham            | Blanche Ravalec                                      |
| Hank Azaria                    | David                    | Bernard Bollet et Gérard Rinaldi dans l'épisode 1.10 |
| Anna Faris                     | Erica                    | Barbara Villesange                                   |
| Aisha Tyler                    | Charlie                  | Odile Schmitt                                        |

### Version française
Certains des comédiens français ont également changé au cours de la série. En effet, en janvier 2003, au début de la diffusion de la neuvième saison, les comédiens français se sont mis en grève pour réclamer une augmentation de salaire, ce qui n'avait pas été fait depuis le début de la série, malgré son succès croissant. Ils touchaient l'équivalent de 230 euros par épisode depuis la première saison, et en demandaient 760. Leur employeur a alors décidé de licencier ceux qui refusaient de reprendre le travail à savoir Dorothée Jemma, Mark Lesser et Emmanuel Curtil. C'est ainsi que les voix françaises des personnages de Rachel, Joey et Chandler ont changé pour les deux dernières saisons. Ils furent remplacés respectivement par Monika Lawinska, Olivier Jankovic et Antoine Nouel.

### Invités
La popularité de Friends a attiré vers cette sitcom un nombre important d'apparitions d'acteurs de premier plan, notamment Robin Williams, Bruce Willis, George Clooney, Noah Wyle, Jean-Claude Van Damme, Helen Hunt, Hugh Laurie, Charlie Sheen, Sean Penn, Christina Applegate, Charlton Heston, Ben Stiller, Julia Roberts, Reese Witherspoon, Dakota Fanning, Denise Richards, Sasha Alexander, Alec Baldwin, Paget Brewster, Ellen Pompeo, Danny DeVito, Dina Meyer, Gary Oldman, Selma Blair, Jon Favreau, Winona Ryder, Jeff Goldblum, Isabella Rossellini, Gabrielle Union, Bob Balaban, Jennifer Saunders, Lea Thompson, Jason Alexander, Emily Osment, Billy Crystal, Susan Sarandon, Freddie Prinze Jr., Greg Kinnear, Jennifer Grey, Michael Vartan, Dermot Mulroney, Rebecca Romijn, Brooke Shields, Catherine Bell, Brent Spiner, Steve Zahn, Adam Goldberg, Michael Rapaport, Jon Lovitz, Jennifer Coolidge, Kathleen Turner, Olivia Williams, Michael McKean, Kristin Davis, John Stamos, Melissa George et Jane Lynch. Les époux de Jennifer Aniston et de Courteney Cox, respectivement Brad Pitt et David Arquette, ont aussi été invités.
D'autres personnalités y ont fait des apparitions, comme les mannequins Jill Goodacre (en) et Elle Macpherson, les présentateurs Jay Leno, Donny Osmond et Dick Clark, le milliardaire Richard Branson, le créateur Ralph Lauren, la duchesse d'York Sarah Ferguson ou encore Trudie Styler, l'épouse du chanteur Sting. Les musiciens Chris Isaak et Chrissie Hynde ont aussi fait des apparitions.

## Personnages

### Personnages principaux
Rachel Green interprétée par Jennifer Aniston
Amie de Monica au lycée, elle est issue d'une famille aisée, qu'elle abandonne dans le premier épisode après avoir quitté son fiancé devant l'autel. Elle a pour colocataires successifs Monica, Phoebe, Joey, Ross et Chandler. Elle entretient une relation compliquée avec Ross, qui est brièvement son époux et dont elle a une fille, Emma. Après avoir longtemps été serveuse au café Central Perk, elle se lance dans le monde de la mode et travaille chez Bloomingdale's, puis chez Ralph Lauren. Lors de la dernière saison on lui offre un travail à Louis Vuitton mais pour cela elle doit déménager à Paris. Elle finit par refuser pour être avec Ross.
Monica Geller interprétée par Courteney Cox
Sœur de Ross, ancienne obèse, maniaque de l'ordre et de la propreté, elle devient chef cuisinier dans différents restaurants, dont l'Alessandro. Après avoir partagé son appartement avec Phoebe, elle devient la colocataire de Rachel. Monica a une relation avec Richard Burke, un ami de longue date de sa famille, de vingt-et-un ans son aîné. Ils ont une forte et longue relation jusqu'à ce que Richard avoue qu'il ne souhaite plus avoir d'enfants, au grand dam de Monica. Elle épouse Chandler, avec qui elle adopte des jumeaux : Jack et Erica, Jack est le prénom du père de Monica et Erica est le prénom de leur mère biologique. Elle emménage en périphérie de New York avec son mari et ses enfants dans l'ultime épisode.
Phoebe Buffay interprétée par Lisa Kudrow
Ancienne colocataire de Monica, elle est brièvement la colocataire de Rachel avant que son appartement ne brûle. Son passé semble agité : elle a vécu dans la rue après le suicide de sa mère et son père s'est enfui. Elle a une sœur jumelle, Ursula, avec qui elle ne s'entend pas et un demi frère, Frank junior. D'un naturel cependant joyeux et anticonformiste, elle est masseuse et chanteuse amatrice au Central Perk. Elle est connue pour sa chanson Smelly Cat. Elle est la mère porteuse des triplés de son frère et d'Alice, nommés Frank Jr Jr, Leslie et Chandler. Phoebe a trois relations sérieuses : David, un scientifique, avec qui elle rompt quand il déménage à Minsk pour y faire des recherches, Gary, un policier dont elle a trouvé l'insigne, et Mike Hannigan, un pianiste avec qui elle se marie dans la dernière saison.
Joey Tribbiani interprété par Matt LeBlanc
Colocataire de Chandler, son meilleur ami, puis de Rachel, avec laquelle il a une brève liaison. Issu d'une famille italo-américaine nombreuse, il exerce le métier d'acteur sans faire preuve d'un grand talent. Le sommet de sa carrière est le rôle du Dr. Drake Ramoray dans le soap opera Les Jours de notre vie (Days of our lives). Bien qu'il ne soit pas très intelligent, il accumule les conquêtes féminines, auxquelles il ne s'attache d'ailleurs que très rarement. Il a tout de même, brièvement, le béguin pour Rachel.
Chandler Bing interprété par Matthew Perry
Colocataire de Joey dans les premières saisons, c'est un ami de longue date de Ross, dont il épouse la sœur, Monica. Même après son mariage, il est souvent l'objet de malentendus concernant ses orientations sexuelles, en raison de son attitude jugée peu virile. Il exerce un métier ennuyeux, à l'intitulé imprécis (on sait tout juste qu'il travaille dans la « reconfiguration de données » et la « facturation statistique »), avant de se réorienter dans la publicité. Son père est une femme trans meneuse de revue à Las Vegas et sa mère écrit des best-sellers érotiques. Depuis le divorce de ses parents, il utilise l'humour sarcastique comme arme de défense. Il assiste à la séparation de ses parents jeune. Il semble appartenir à une famille aisée et fréquente un lycée privé pour garçons. Il a pendant longtemps un problème avec le mariage et le fait d'avoir des enfants, mais finit par en avoir envie lors de sa relation avec Monica. Ils adoptent deux enfants : Jack Bing, nommé d'après son grand-père maternel et Erica Bing, nommée d'après la mère biologique des jumeaux.
Ross Geller interprété par David Schwimmer
Frère de Monica et ami de Chandler depuis l'université. Il est paléontologue, métier qui le passionne mais qui ennuie profondément ses amis. Il est marié et divorcé trois fois : avec Carol, une lesbienne avec qui il a un fils, Ben, puis avec Emily, une anglaise avec qui il entretient une relation de quelques mois qui débouche sur un mariage lors duquel il prononce le mauvais prénom à l'autel, enfin avec Rachel, épousée lors d'une cuite à Las Vegas. Après leur divorce, Ross et Rachel ont ensemble une fille, Emma, avant de se remettre ensemble à la fin de la série.

### Autres personnages récurrents
D'autres personnages apparaissent fréquemment. Parmi ceux apparaissant le plus souvent, citons :
Gunther
Travaillant au Central Perk (comme gérant), c'est le personnage le plus fréquemment présent de la série en dehors des six acteurs principaux. Amoureux de Rachel, il se montre aigre avec ses prétendants, en particulier Ross, qu'il ne supporte pas.
Amy Green
Comme sœur la plus jeune de Rachel Green, elle apparaît dans deux épisodes de Friends. Au cours de ses apparitions, Amy est représentée comme étant une personne désagréable, abrasive, amorale et totalement antipathique.
Jack et Judy Geller
Les parents de Monica et Ross. Ils adulent Ross et sont souvent odieux avec Monica au point d'oublier parfois son existence. Tandis que Judy rabaisse tout le temps sa fille, Jack le fait beaucoup plus involontairement et cherche maladroitement à se rattraper lorsqu'il s'en aperçoit : en lui offrant sa Porsche par exemple.
Janice Littman Guralnick
Ancienne petite amie de Chandler, elle apparaît à chaque saison. Sa voix et surtout son rire sont horripilants. Sa phrase Oh my god ! (Oh mon dieu ! en français) est répétée à maintes reprises lorsqu'elle est étonnée. Joey ne la supporte pas, et elle aura une brève relation avec Ross. Au cours de la série, elle aura trois maris (dont un sourd), et aura deux enfants, un avec son premier mari et un avec le dernier. Avant que Chandler se soit marié avec Monica, ils se remettront fréquemment ensemble, souvent contre la volonté de celui-ci.
Julie
Petite amie de Ross durant la fin de la saison 1 et la saison 2. Ross fait sa rencontre lors d'un voyage en Chine et Rachel supporte mal l'arrivée de cette rivale.
Estelle Leonard
Agent de Joey, elle entretient un look extravagant (maquillage à outrance, vêtements léopards, cigarettes à la chaîne) malgré son âge sans doute bien avancé. C'est grâce à elle que Joey a eu son rôle du célèbre docteur Drake Ramoray dans la série Days of our lives (Les Jours de notre vie en français). Dépendante à la cigarette, elle meurt d'une embolie pulmonaire dans la saison 10.
Carol Willick
Première épouse de Ross. Elle a décidé de divorcer quand elle a découvert qu'elle était lesbienne et vit désormais en couple avec une femme, Susan Bunch. Dans la première saison, Carol accouche de Ben, le fils de Ross, conçu avant leur divorce, qu'elle élèvera avec Susan. Ross est en bons rapports avec Carol, mais il ne supporte pas Susan.
Emma Geller Green
La fille de Rachel et Ross, née à la fin de la huitième saison. On peut notamment retenir d'elle qu'elle a prononcé son premier mot au téléphone à Rachel et que ce mot est « gleba ». Lorsque Rachel lit la définition de ce mot, Ross est très content à l'idée de voir en sa petite fille une future scientifique et ce, en laissant Rachel perplexe.
Ben Geller
Le fils de Ross et Carole, né à la fin de la 1re saison. Ben est très gaffeur et imaginatif. Lorsque Rachel le garde, elle apprend à Ben des tas de bêtises, ce qui laisse Ross perplexe. Le prénom a été trouvé grâce à Phoebe, qui a porté l'uniforme d'un certain Ben alors qu'elle était coincée avec Susan et Ross pendant que Carole accouchait.
Ursula Buffay
Sœur jumelle de Phoebe. Serveuse dans un café, elle est, durant une courte période, star de films X sous le nom de sa sœur jumelle. Malgré leur lien de parenté, les deux sœurs sont très distantes et ne se ressemblent que physiquement. Ursula apparaît en effet comme un personnage peu sympathique, malhonnête et menteur. Elle sortira momentanément avec Joey.
Frank Buffay, Jr.
Demi-frère de Phoebe et Ursula. Quand Phoebe le rencontre il est célibataire et a pour passion de brûler des objets, puis il épousera son professeur, Alice, qui a 30 ans de plus que lui et avec qui il élèvera trois enfants : Leslie, Frank Junior Junior et Chandler (le dernier étant une fille, contrairement à ce que son prénom pourrait laisser penser). Alice et Frank ne pouvant avoir d'enfants, c'est Phoebe qui sera la mère porteuse des triplés.
Mike Hannigan
Ancien avocat devenu pianiste, Mike apparaît pour la première fois dans la saison 9, en tant que petit ami de Phoebe. C'est par l'intermédiaire de Joey qu'ils se sont rencontrés, par hasard. Échaudé par un divorce, Mike refuse dans un premier temps de se marier avec Phoebe, mais après une brève rupture, change d'avis. Ils se marient dans la saison 10 et annoncent vouloir un enfant.
Richard Burke
Petit ami de Monica lors de la saison 2, c'est un vieil ami de son père Jack Geller. Dans la saison 3 elle décide de rompre avec lui car il ne veut pas avoir d'enfants. Mais il se rend compte, trop tard, qu'il est toujours amoureux d'elle. Il a une fille, Michèle, et un fils, Timothy, avec qui Monica va sortir, mais leur liaison ne dure pas, car « il embrasse comme son père ».
Emily Waltham
Seconde femme de Ross. Ce dernier ayant prononcé le nom de Rachel à la place du sien lors de leur mariage, ils se séparèrent pour de bon quelques épisodes plus tard. En effet, Emily annonce à Ross qu'elle est prête à faire fonctionner leur mariage à condition qu'il ne voie plus Rachel, ce qu'il refuse.
David
Ex petit-ami de Phoebe rencontré dans la saison 1, il apparaît plusieurs fois au fil des saisons. En raison d'un de ses projets scientifiques impliquant son départ pour Minsk, Phoebe et lui durent se séparer. Dans la saison 9, il retourne à New-York pour de bon et se remet avec Phoebe, alors séparée de Mike. Il demande en mariage Phoebe mais est interrompu par Mike, qui annonce à cette dernière qu'il veut se marier avec elle.
Eddie Minowick
Interprété par Adam Goldberg, apparaissant au cours de la saison 2, épisodes 17, 18 et 19. Il remplace Joey comme colocataire de Chandler quand Joey trouve un autre appartement. Rapidement on remarque qu'Eddie est bizarre, ce qui pousse Chandler à le faire partir.
Charlie Wheeler
Professeur de paléontologie, elle apparaît dans les saisons 9 et 10. Ayant d'abord une relation avec Joey, ils décident de rompre pendant leur séjour à la Barbade. Elle a ensuite une relation avec Ross pendant quelques épisodes avant de retourner avec son ancien petit ami dans l'épisode 6 de la saison 10, « Celui qui a failli avoir la subvention ».

### Genèse des Friends
Les épisodes des dix saisons de la série comportent de nombreux retours en arrière qui permettent de savoir, bribe par bribe, comment s’est constitué le groupe des Friends avant le premier épisode.
Ross et Monica, en tant que frère et sœur, constituent le noyau dur de cette petite communauté. Les autres membres du groupe se sont greffés à cette cellule de départ au fil des années.
Rachel est une amie d’enfance de Monica. Ross l’a donc connue très jeune (vers 5-6 ans), et il a très tôt éprouvé une attirance, qui s'est transformée en amour transi. Rachel était la meilleure amie de Monica, mais elles se sont perdues de vue après le lycée. Alors que Rachel est fiancée, elle rencontre par hasard Monica au bar qui précéda le « Central Perk », mais ces retrouvailles furent sans lendemain. Rachel ne songe même pas à inviter Monica à son mariage.
Chandler rencontre Ross à l'université lorsqu'il devient son colocataire, ils forment alors un groupe. Lors de ses premières entrevues avec Monica, celle-ci lui manifeste de l’intérêt, mais il se montre distant. Il va même émettre une remarque blessante sur l’obésité de Monica, qui la bouleverse (en voulant se venger, elle lui coupera accidentellement une partie d'un de ses orteils) et la détermine à retrouver sa ligne. Par la suite, leurs relations se normalisent puisque Chandler finit par louer le logement en face de celui de Monica. Il existe un semblant d'incohérence dans le scénario lorsque, dans le premier épisode, Monica présente Chandler à Rachel : la scène donne l'impression que Chandler et Rachel ne se connaissent pas ; or, lors des nombreux flash-backs, il apparaît clairement qu'ils s'étaient rencontrés à plusieurs reprises.
Phoebe rejoint le groupe après un début de vie mouvementé, suicide de sa mère adoptive, se retrouvant sans domicile fixe et effectuant des délits. Elle retrouve une vie apaisée en devenant la colocataire de Monica. Toutefois, elle ne parvient pas à supporter la maniaquerie de cette dernière et va vivre chez sa grand-mère adoptive. Son départ en catimini libère la chambre qui permettra à Monica de recueillir Rachel.
Joey est le dernier à rejoindre le groupe, en devenant le colocataire de Chandler. Au départ, celui-ci n’est pas enthousiaste de cette cohabitation (on apprendra que Joey n'était pas le premier choix de Chandler mais Joey s'installera à la suite d'un malentendu), mais sa relation avec Joey devient vite une amitié chaleureuse. Lors d'un flash-back, on apprend que le premier jour où est arrivé Joey, Monica le drague et l'invite à boire une limonade. Joey comprend, à tort, qu'elle veut coucher avec lui, et celui-ci se retrouve nu au milieu du salon.
Lors du tout premier épisode, Rachel fait irruption en robe de mariée : elle vient de s’enfuir de son mariage, et elle demande à Monica de l’héberger. Les autres personnages l'aideront alors à couper les ponts avec la petite fille à papa qu'elle était jusque-là, l’aventure des Friends commence.

## Tournage

### Épisodes
Friends se répartit en 10 saisons de 24 ou 25 épisodes, à l'exception de la dernière qui n'en comporte que 18. Cela constitue un total de 236 épisodes qui s'étalent sur 10 ans. Le 27 mai 2021, les six comédiens sont réunis pour évoquer souvenirs et anecdotes, dans un « épisode » spécial nommé Friends : The Reunion. Ce documentaire est diffusé sur HBO Max aux États-Unis et sur Salto en France.
| Saison | Saison | Nombre d'épisodes | Diffusion | Sortie DVD en France |
| ------ | ------ | ----------------- | --------- | -------------------- |
|        | 1      | 24                | 1994-1995 | 2002                 |
|        | 2      | 24                | 1995-1996 | 2002                 |
|        | 3      | 25                | 1996-1997 | 2003                 |
|        | 4      | 24                | 1997-1998 | 2003                 |
|        | 5      | 24                | 1998-1999 | 2003                 |
|        | 6      | 25                | 1999-2000 | 2004                 |
|        | 7      | 24                | 2000-2001 | 2004                 |
|        | 8      | 24                | 2001-2002 | 2004                 |
|        | 9      | 24                | 2002-2003 | 2005                 |
|        | 10     | 18                | 2003-2004 | 2005                 |

### Plateau de tournage

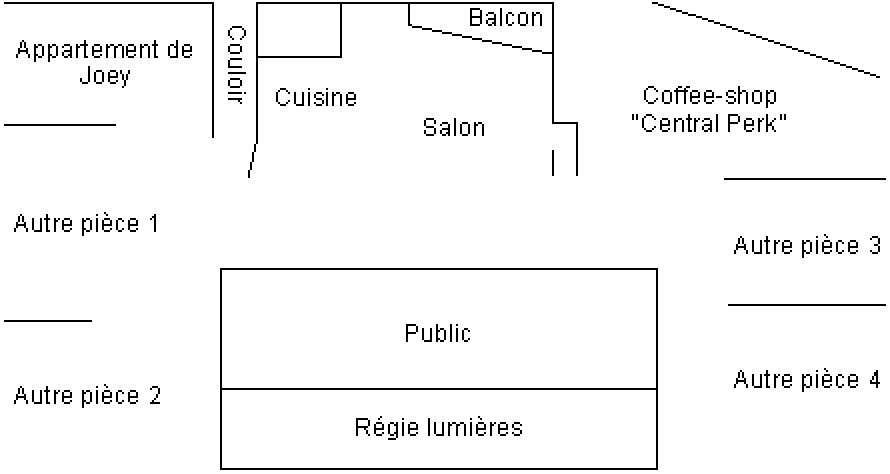
Le plateau d'enregistrement de Friends.

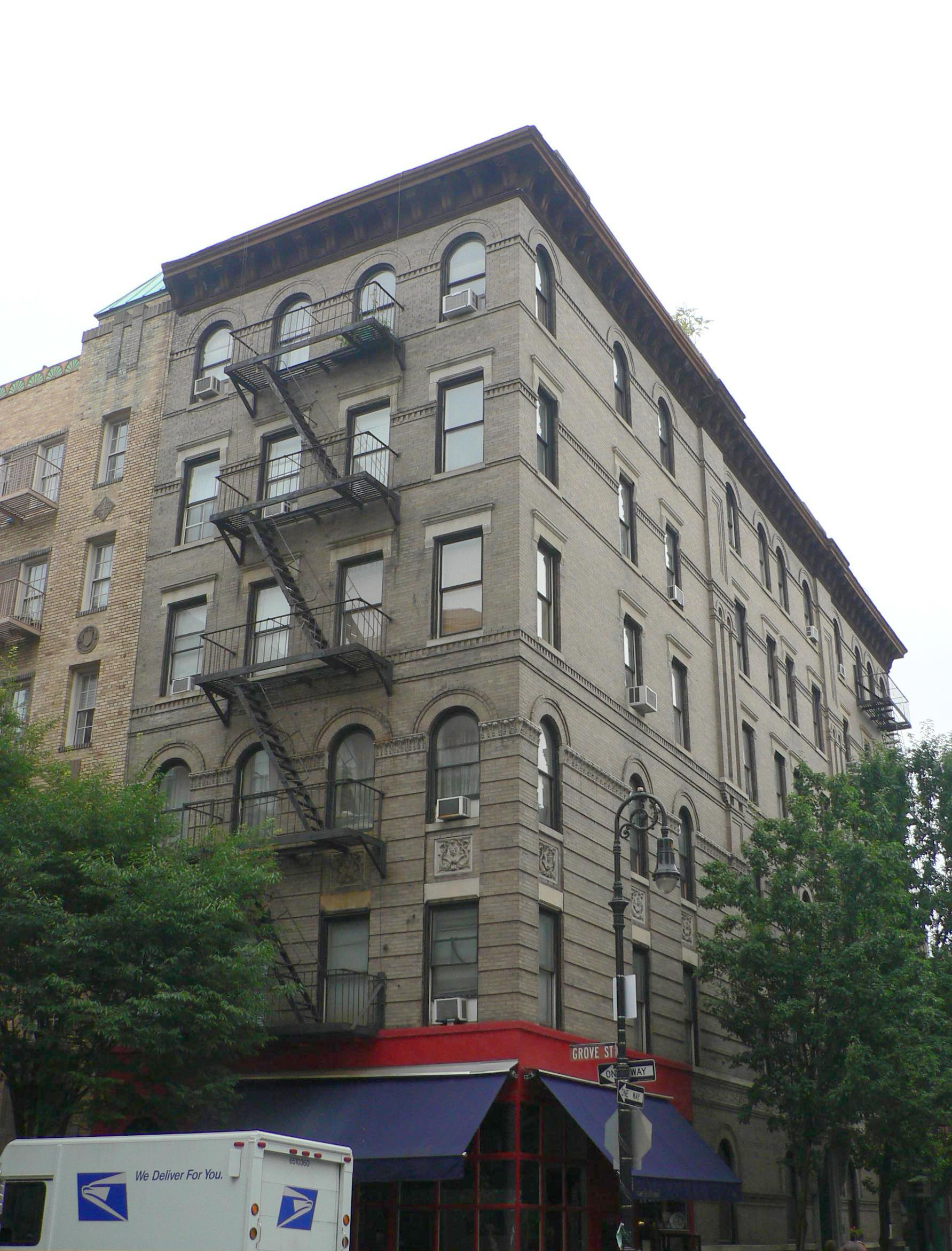
L'immeuble visible dans la série, dans Greenwich Village au 90 Bedford Street.

La plupart des épisodes de Friends ont été tournés à Burbank, en Californie, dans les Warner Bros. Studios, à l'exception de certaines scènes extérieures. L'extérieur de l'immeuble notamment existe réellement à New York dans le quartier de Greenwich Village (à l'angle de Grove Street et Bedford Street), ainsi que l'immeuble où travaille Chandler (le Solow Building).
Seuls les décors du café, de l'appartement de Monica et celui de Chandler et Joey sont des décors permanents. Les autres décors utilisés sont montés selon les besoins des épisodes, dans les emplacements situés de part et d'autre du public. Certains reviennent fréquemment, comme les appartements de Ross et de Phoebe. Il existe aussi un décor caché, situé derrière le public, et rarement utilisé. Il l'a toutefois été à l'occasion de scènes impliquant la nudité d'un acteur, par exemple.
Certains décors ont été enrichis au fur et à mesure du succès croissant de la série. Par exemple, la rue devant le café n'existait pas dans la première saison, les vitres étant floutées et masquées par des plantes vertes.
Par la suite, les détails du décor étaient poussés jusqu'à un réalisme extrême. Les aliments dans l'appartement de Monica étaient par exemple changés toutes les semaines, tout en gardant un rangement logique correspondant à la rigueur du personnage. De même, le réfrigérateur de Joey et celui de Monica fonctionnaient réellement, ce qui est assez rare sur un plateau de tournage. Ils trouvaient d'ailleurs leur utilité pendant le tournage et les répétitions. De même, le tableau derrière la porte de l'appartement des garçons avait un texte différent selon les épisodes (et leurs humeurs) en plus d'avoir des objets identifiant à tour de rôle les équipes de la LNH des Rangers de New York et des Red Wings de Détroit (Matt LeBlanc et Matthew Perry étant des fans de hockey sur glace). Enfin, les tableaux dans le Central Perk étaient changés toutes les trois semaines, certains étant même peints pour l'occasion.

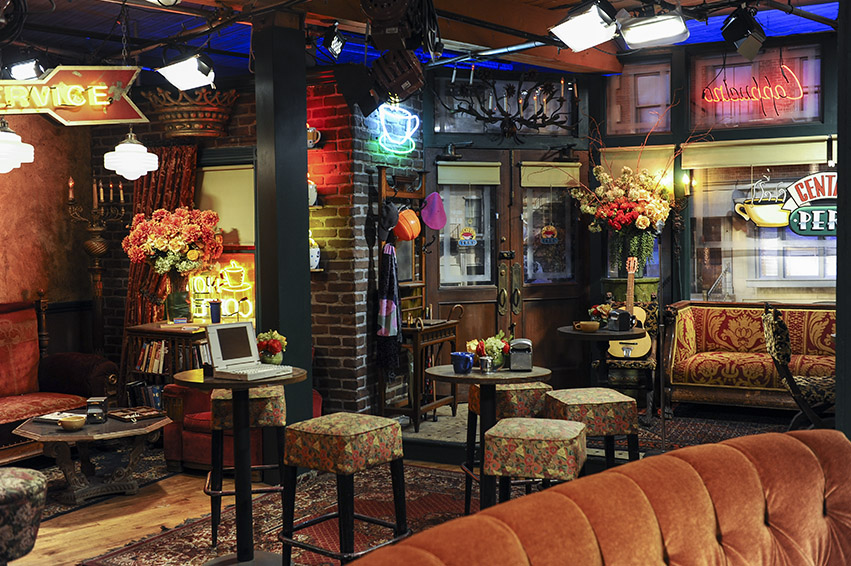
Décor du Central Perk.

### Tournage d'un épisode
Le tournage d'un épisode se décomposait en plusieurs étapes, généralement réparties sur une semaine.
- Lundi : le script est lu en présence des auteurs et des producteurs. Les acteurs et les auteurs travaillent à d'éventuelles retouches du scénario et du script.
- Mardi : première répétition par les acteurs dans l'ordre chronologique du scénario et avec les décors.
- Mercredi : répétition dans les conditions du tournage et en présence des producteurs.
- Jeudi : dernière répétition générale en présence des producteurs de la Warner Bros Pictures, qui ont le droit de s'exprimer sur d'éventuels sujets choquants.
- Vendredi : tournage de l’épisode en intégralité. Le tournage commence l'après-midi devant environ 300 personnes. Il se prolonge jusque tard dans la soirée, chaque scène étant tournée plusieurs fois. La production utilise un système multi-cameras (en) Panaflex en pellicule 35mm[27]. Le choix d'un tel support d'enregistrement à permis la diffusion en haute définition au format 16/9 de la série sur Blu-ray et en rediffusion sur la TNT via la remastérisation des négatifs originaux en 2012[28]. Alors qu'a l'époque de la diffusion originale la série avait été diffusée en 4/3 et en SD.

### Générique

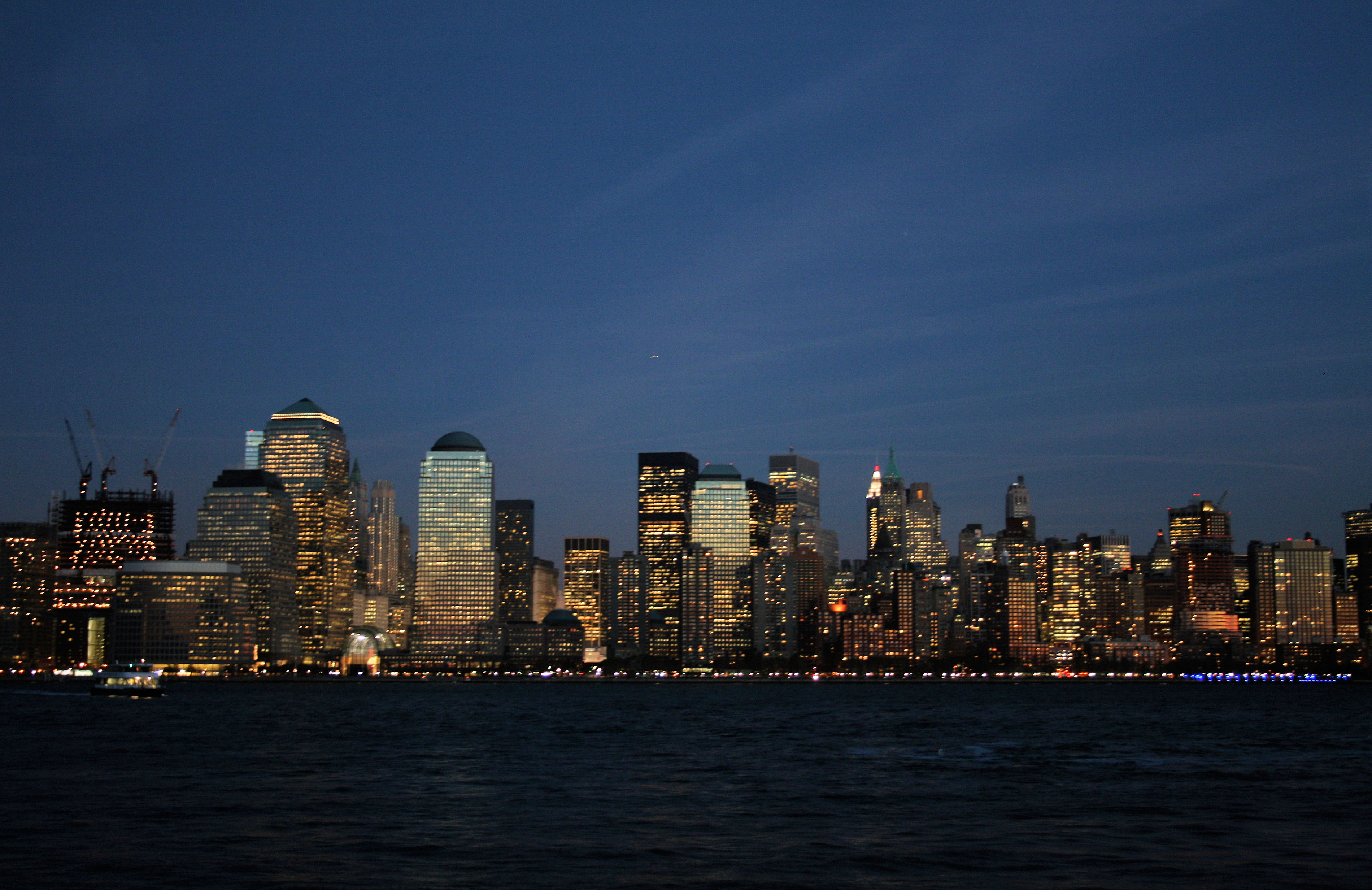
Manhattan, où Friends est censé se dérouler. Ces immeubles apparaissent d'ailleurs dans certains génériques.

Le générique de la série contient une chanson rock intitulée I'll Be There for You (Je serai là pour toi), interprétée par The Rembrandts. Elle est écrite spécialement pour la série ; quelques heures seulement après sa composition, les six Friends enregistraient déjà le générique. Cette chanson, qui devint un tube, est probablement l'un des plus célèbres génériques de série télévisée qui soient. Très appréciée du public, elle n'évoque guère de joie aux acteurs qui refusent de l'écouter et qui changent même de station quand elle est jouée. Le souvenir douloureux de leur séparation est ancré dans chaque rythme de la chanson.
Les images du générique sont tournées dans une fontaine à Burbank au Warner Bros. Ranch, à partir de 4 h du matin, et pendant plusieurs heures, dans une eau particulièrement froide. Ces scènes, qui constituent l'intégralité du générique des deux premiers épisodes, sont réutilisées dans tous les autres génériques. Lorsqu'un second générique a dû être tourné pour les besoins de l'épisode Ce qui aurait pu se passer (Saison 6), les acteurs ont cette fois-ci eu droit à de l'eau chauffée.
Le générique change au rythme de deux fois par saison, et inclut des images des épisodes précédents ou à venir.
Le générique de Friends durant moins d'une minute et la chanson originale I'll Be There for You durant aux alentours de trois minutes, la chanson du groupe The Rembrandts n'est pas entièrement audible pendant le générique.
Les paroles du générique de Friends correspondent au début de la chanson I'll Be There for You :
| Textes originaux | Traduction non officielle |
| --- | --- |
| So no one told you life was gonna be this way Your job's a joke, you're broke, your love life's D.O.A. It’s like you’re always stuck in second gear When it hasn't been your day, your week, your month, or even your year But, I'll be there for you (When the rain starts to pour) I'll be there for you (Like I've been there before) I'll be there for you ('Cause you're there for me too). | Alors comme ça, personne ne t'avait prévenu que la vie était ainsi Ton boulot est une blague, tu es fauché et ta vie amoureuse est une cause perdue (D.O.A. signifie « dead on arrival (en) ») C’est comme si tu restais bloqué en seconde vitesse Quand ça n’a pas été ton jour, ta semaine, ton mois, ni même ton année, mais, je serai là pour toi (quand la pluie commencera à tomber) Je serai là pour toi (comme je l’ai été avant) Je serai là pour toi (car tu es là aussi pour moi). |

### New York
La ville de New York est très présente dans Friends. Pourtant, la série est tournée en studio à Burbank, en Californie. Des plans filmés de New York sont intercalés entre les séquences et les héros de Friends fréquentent des lieux typiquement new-yorkais : le Madison Square Garden, Central Park, le Metropolitan Museum of Art (« Met »). L'immeuble où sont censés se trouver les appartements de Monica et de Joey existe à l'angle de Bedford Street et de Grove Street, dans Greenwich Village, à Manhattan (40° 43′ 57″ N, 74° 00′ 20″ O). À quelques pas de là, le coffee-shop Central Perk est censé être situé à l'angle de Christopher Street et de la 7e avenue (40° 44′ 01″ N, 74° 00′ 10″ O) — en réalité, à cette adresse se trouve une civette (boutique de cigares) nommée Village Cigars, qui apparaît d'ailleurs à l'écran dans les sixième épisode (18:06) et 9e épisode (20:34) de la deuxième saison, ainsi que dans le film Manhattan de Woody Allen.

## Production

### Création
Ça parle de sexe, d'amour, de relations, de carrières, d'un moment de votre vie où tout est possible. Et ça parle d'amitié parce que lors que vous êtes célibataire et à New York, vos amis sont votre seule famille.
— Crane, Kauffman et Bright, à propos de Friends, lors de la présentation de la série à la NBC.
Tout commence à New York : deux amis, Marta Kauffman et David Crane, voyant le succès de quelques-unes de leurs pièces de théâtre à New York, décident de migrer vers Hollywood pour mettre en œuvre quelques idées florissantes de séries. Ils y rencontrent en 1989 Kevin Bright, producteur et créent Dream On. La série est un succès. Après l'annulation de leur sitcom Family Album en 1993, ils décident d'écrire une série sur « six personnes dans leur vingtaine qui vivent tant bien que mal à Manhattan ». L'équipe choisit comme titre initial Insomnia Cafe et présente un rapport de sept pages à la NBC en décembre 1993. La NBC accepte et achète le projet.
Marta Kauffman et David Crane mettent trois jours pour écrire l'épisode pilote de la série, qu'ils intitulent Friends Like Us. Un des producteurs de la NBC voulait que la série « représente la génération X et explore un nouveau type de lien tribal », mais les autres n'étaient pas d'accord. Crane fait valoir que ce n'est pas une série pour une génération mais une série universelle. La NBC change le titre principalement parce qu'ils estimaient que Friends Like Us ressemblait trop à la série These Friends of Mine.
La première diffusion, en 1994, conquiert directement le public et la première saison de la série obtient douze nominations aux Emmy Awards. En effet, dix ans plus tard, Friends est, financièrement parlant, le sitcom qui aura eu le plus de succès dans l'histoire de la télévision. Au cours des deux dernières saisons, chacun des six acteurs principaux recevait un salaire de 1 200 000 dollars par épisode.
Pourtant, les premiers visionnages effectués par des téléspectateurs-test (pratique extrêmement courante aux États-Unis) ont eu des résultats inquiétants, puisque le panel mis à contribution avait jugé que Friends manquait de tout : originalité, intelligence et aptitude à distraire. Ces premiers téléspectateurs qui n'étaient pas très favorables à la diffusion de la série, recommandaient plus d'humour, plus de proximité entre les personnages et le spectateur, plus de personnages plus âgés, et un café moins funky que le Central Perk.

### Casting
Une fois que la série est devenue un projet privilégié par la NBC, les directeurs de casting se sont mis à recevoir des appels de tous les agents de la ville, souhaitant que tous leurs clients auditionnent pour les rôles de la série. Des auditions pour les rôles principaux ont eu lieu à New York et Los Angeles. Le directeur de casting présélectionna 1 000 acteurs qui avaient postulé. Fin mars, le nombre d'acteurs potentiels avait été réduit à trois ou quatre pour chaque rôle, et ces acteurs étaient invités à lire pour Les Moonves, alors président de Warner Bros.
Ayant travaillé avec David Schwimmer dans le passé, les créateurs de la série écrivirent le personnage de Ross en pensant à lui, et il fut le premier acteur à être choisi. Courteney Cox voulait jouer le rôle de Rachel parce qu'elle aimait le côté fort du personnage, mais les producteurs l'envisageaient pour interpréter Monica à cause de « son énergie joyeuse et optimiste ». Après l'audition de Courteney, cependant, Marta Kauffman vit en Courteney Cox le potentiel pour incarner Monica et elle obtint le rôle. Lors de son audition pour Joey, Matt LeBlanc donna une « tournure différente » au personnage en jouant Joey de façon plus simple que prévu, ce qui donna encore plus de sensibilité au personnage. Jennifer Aniston, Matthew Perry, Lisa Kudrow furent choisis en fonction de leurs auditions.
D'autres changements sont survenus dans les scénarios de la série pendant le processus de casting. Les scénaristes constatèrent qu'ils devaient ajuster les personnages qu'ils avaient écrits en fonction des acteurs. Kauffman a reconnu, après coup, que le personnage de Joey est devenu « ce tout nouvel être » et que « ce n'est que lors nous avons fait le premier épisode de Thanksgiving que nous avons réalisé à quel point les névroses de Monica sont amusantes ».

### Diffusion et audience

#### Aux États-Unis
La série a été diffusée aux États-Unis entre le 22 septembre 1994 et le 6 mai 2004 sur le réseau NBC. Elle rencontra un succès rapide, comme en témoigne l'audience présentée ci-dessous :
| Saison | Heure (heure locale) | Épisode 1         | Dernier épisode | Année     | Rang | Téléspectateurs sans compter les rediffusions (en millions) | Téléspectateurs en comptant les rediffusions (en millions) |
| ------ | --- | ----------------- | --------------- | --------- | ---- | ----------------------------------------------------------- | ---------------------------------------------------------- |
| 1      | Jeudi 20 h 30 (22 septembre 1994 - 23 février 1995) Jeudi 21 h 30 (23 février 1995 - 18 mai 1995)                             | 22 septembre 1994 | 18 mai 1995     | 1994-1995 | 5e   | 24.3                                                        | 24.8                                                       |
| 2      | Jeudi 20 h (21 septembre 1995 - 18 janvier 1996) Dimanche 22:13 (28 janvier 1996) Jeudi 20 h (1er février 1996 - 16 mai 1996) | 21 septembre 1995 | 16 mai 1996     | 1995-1996 | 2e   | 29.4                                                        | 31.7                                                       |
| 3      | Jeudi 20 h (19 septembre 1996 - 17 mai 2001)                                                                                  | 19 septembre 1996 | 15 mai 1997     | 1996-1997 | 3e   | 25.0                                                        | 26.3                                                       |
| 4      | Jeudi 20 h (19 septembre 1996 - 17 mai 2001)                                                                                  | 25 septembre 1997 | 7 mai 1998      | 1997-1998 | 3e   | 24.1                                                        | 25.0                                                       |
| 5      | Jeudi 20 h (19 septembre 1996 - 17 mai 2001)                                                                                  | 24 septembre 1998 | 20 mai 1999     | 1998-1999 | 2e   | 23.5                                                        | 24.7                                                       |
| 6      | Jeudi 20 h (19 septembre 1996 - 17 mai 2001)                                                                                  | 23 septembre 1999 | 18 mai 2000     | 1999-2000 | 4e   | 20.7                                                        | 22.6                                                       |
| 7      | Jeudi 20 h (19 septembre 1996 - 17 mai 2001)                                                                                  | 12 octobre 2000   | 17 mai 2001     | 2000-2001 | 3e   | 20.2                                                        | 21.7                                                       |
| 8      | Jeudi 20 h (27 septembre 2001 - 4 octobre 2001) Jeudi 20 h 50 (11 octobre 2001) Jeudi 20 h (18 octobre 2001 - 16 mai 2002)    | 27 septembre 2001 | 16 mai 2002     | 2001-2002 | 1er  | 24.5                                                        | 26.7                                                       |
| 9      | Jeudi 20 h (26 septembre 2002 - 15 mai 2003)                                                                                  | 26 septembre 2002 | 15 mai 2003     | 2002-2003 | 2e   | 21.6                                                        | 23.9                                                       |
| 10     | Jeudi 20 h (25 septembre 2003 - 29 avril 2004) Jeudi 21 h (6 mai 2004)                                                        | 25 septembre 2003 | 6 mai 2004      | 2003-2004 | 2e   | 22.8                                                        | 25.3                                                       |

Friends est donc une série qui, en termes d'audience, a toujours bien fonctionné pour la chaîne NBC, ce qui est une des causes de sa longévité sur les ondes. En moyenne, la série rassemblait environ 26 millions de personnes chaque semaine. L'audience la plus forte fut de 52,9 millions de téléspectateurs (46 % de parts de marché) le 28 janvier 1996 pour l'épisode 2.12 The One After The Super Bowl (en français, Celui qui retrouve son singe) diffusé, comme son titre original l'indique, juste après le Super Bowl. La saison 2 a d'ailleurs été la saison la plus suivie avec une moyenne de 31,7 millions de téléspectateurs. Suit la saison 10 avec une moyenne de 27 millions d'américains puis la saison huit avec une moyenne de 26,7 millions d'Américains.
L'épisode final (c'est-à-dire l'ultime épisode), quant à lui, a rassemblé 51,1 millions, (ou 52,5 millions selon les sources) de personnes (43 % de part de marché et 29,8 % des ménages) devant leur petit écran le 6 mai 2004. L'ultime épisode de Friends est le quatrième dernier épisode d'une série à avoir été le plus vu aux États-Unis et ce, derrière les finaux de MASH avec 105,94 millions de téléspectateurs, Cheers avec 84,4 millions d'américains et de Seinfeld avec 76,3 millions de téléspectateurs.
À l'inverse, l'épisode le moins regardé de toute l'histoire de la série a rassemblé 15,6 millions d'Américains (17 % de PDM) en 2001 durant la saison 7 (épisode 7.21 "The One With The Vows"). La saison 7 est d'ailleurs la saison qui a été la moins suivie (« seulement » 22 millions de téléspectateurs) et ceci à cause de l'apparition d'une émission concurrente, innovante à l'époque : Survivor (le Koh-Lanta américain), diffusée à la même heure que Friends sur CBS. Mais la série a très vite repris du poil de la bête et n'a par la suite connu que des victoires face à Survivor.

##### Meilleures audiences
33 épisodes ont dépassé les 30 millions de téléspectateurs, 14 proviennent de la saison 2.
| Épisode                                        | Audience   | Saison      | Date              |
| ---------------------------------------------- | ---------- | ----------- | ----------------- |
| Celui qui retrouve son singe                   | 52 900 000 | 2e / 12-13  | 28 janvier 1996   |
| Ceux qui s'en allaient                         | 52 460 000 | 10e / 17-18 | 6 mai 2004        |
| Celui qui avait un bébé                        | 34 910 000 | 8e / 23-24  | 16 mai 2002       |
| Celui qui n'avait demandé personne en mariage  | 34 010 000 | 9e / 23-24  | 26 septembre 2002 |
| Celui qui a failli aller au bal                | 33 600 000 | 2e / 14     | 1er février 1996  |
| Celui qui tombe des nues                       | 32 900 000 | 2e / 7      | 9 novembre 1995   |
| Celui qui a fait, on ne sait quoi, avec Rachel | 32 900 000 | 2e / 15     | 8 février 1996    |
| Celui qui se dédouble                          | 32 200 000 | 2e / 10     | 4 janvier 1996    |
| Celui qui a une nouvelle fiancée               | 32 100 000 | 2e / 1      | 21 septembre 1995 |
| Celui qui venait de dire oui                   | 31 700 000 | 8e / 1      | 27 septembre 2001 |
| Celui qui n'apprécie pas certains mariages     | 31 600 000 | 2e / 11     | 18 janvier 1996   |
| Celui qui se marie                             | 31 600 000 | 4e / 23-24  | 7 mai 1998        |
| Celui qui fait craquer Rachel                  | 31 300 000 | 1re / 24    | 18 mai 1995       |
| Celui qui ne voulait pas partir                | 31 200 000 | 2e / 19     | 28 mars 1996      |
| Celui qui vit sa vie                           | 31 100 000 | 2e / 16     | 15 février 1996   |
| Celui qui avait dit Rachel                     | 31 100 000 | 5e / 1      | 24 septembre 1998 |
| Celui qui faisait sa demande                   | 30 700 000 | 6e / 24-25  | 18 mai 2000       |
| Celui qui devient Papa - 2e Partie             | 30 500 000 | 1re / 17    | 23 février 1995   |
| Celui qui gagnait au poker                     | 30 400 000 | 1re / 18    | 2 mars 1995       |
| Celui qui est mort dans l'appart du dessous    | 30 200 000 | 2e / 2      | 5 octobre 1995    |
| Celui qui a oublié un bébé dans le bus         | 30 200 000 | 2e / 6      | 2 novembre 1995   |
| Celui qui remplace celui qui part              | 30 200 000 | 2e / 17     | 22 février 1996   |
| Celui qui disparaît de la série                | 31 100 000 | 2e / 18     | 21 mars 1996      |
| Celui qui a épousé Monica                      | 30 050 000 | 7e / 23-24  | 17 mai 2001       |
| Celui qui avait un sweat rouge                 | 30 040 000 | 8e / 2      | 4 octobre 2001    |
| Celui qui a un dentiste carié                  | 30 000 000 | 1re / 20    | 6 avril 1995      |

#### En France
En France, la série a également connu un grand succès, comme en témoigne le grand nombre de chaînes sur lesquelles elle a été diffusée. Citons Canal Jimmy puis sur France 2, RTL9, Comédie !, AB1, France 4, NRJ 12, NRJ Paris, M6 et W9. Elle a été diffusée sur NRJ 12 (du lundi au vendredi à 17h50), RTL9 (à 19h10 tous les jours), Comedie ! et NRJ Paris. Plus tard, elle a également été diffusée pour la première fois en 16/9eet en HD sur D8 et D17. D17 à même diffusé pour la première fois les ultimes épisodes à 21h. Enfin, la série fut également diffusée sur TMC.
La diffusion a débuté le 16 avril 1996 sur Canal Jimmy en version originale sous-titrée. France 2 diffuse d'abord les épisodes 12 et 13 de la saison 2 le 25 juin 1997, lors d'une soirée spéciale Sitcom : reflets ou parodie de la vie, puis la série sera programmée à partir du premier épisode dès le 8 septembre 1997 sur France 2 en version doublée française. Sur cette chaîne, programmé le mercredi soir à 18 h 30, Friends a rassemblé près de 1,4 million de téléspectateurs chaque semaine, représentant 11,5 % des parts de marché. C'est auprès des 18-25 ans qu'elle a trouvé le plus de succès, puisque la série a été suivie par 30 % de cette classe d'âge.
Sur M6, où la série a été diffusée du lundi au vendredi à 20 h 10, ainsi que dans la matinée, le premier épisode a rassemblé 2,6 millions de téléspectateurs, ce qui représente 10,1 % de part d'audience. La série a en particulier attiré les ménagères de moins de 50 ans, puisqu'elles ont été 19 % à le suivre. Cela constitue une progression pour la chaîne.
Pendant l'été 2012, elle est rediffusée sur Jimmy le dimanche après-midi.
Depuis le 19 août 2013 elle est rediffusée sur D8 en version restaurée haute définition et multilingue, pour la première fois en France. En parallèle, elle est également diffusée sur D17 depuis le 2 septembre 2013. La diffusion de la série sur ces chaînes s'arrête à la rentrée 2015. Depuis 2014, elle est également diffusée sur MCM et June,. Dès le 8 novembre 2015, la série est également sur NT1. Enfin, à partir du 12 septembre 2016, elle est diffusée sur TMC. En parallèle, elle est également disponible sur la plateforme Netflix depuis le 15 octobre 2015. Elle est également diffusée sur la chaîne Warner TV depuis avril 2018
En tout, une quinzaine de chaînes différentes ont diffusé la série en France.

#### Dans les autres pays
La série a été diffusée dans de nombreux pays du monde.
Sortie en 1994 aux États-Unis, elle a été retransmise, entre autres :
- à partir de 1995 : au Royaume-Uni (28 avril), en Bulgarie (5 mai), en Suède (11 septembre) et en Slovénie (17 décembre).
- à partir de 1996 : en Norvège (7 janvier), au Brésil (6 février), en France (16 avril), en Australie (5 août), en Allemagne (17 aout), en Croatie (4 octobre), et au Danemark (10 octobre).
- à partir de 1997 : en Italie (23 juin) et en Espagne (16 novembre).
- à partir de 1998 : en Roumanie (10 septembre) et au Portugal (27 octobre)
- à partir de 1999 : en Colombie
- à partir de 2000 : en Russie (janvier) et en Turquie
- à partir de 2004 : en Chine

Cette liste n'est pas exhaustive ; Friends a notamment été diffusé au Maroc, en Belgique, en Suisse, en Estonie, en Finlande, en Grèce, au Mexique, en Bosnie, en Serbie en Pologne, au Cameroun, au Liban, et sur les chaînes OTV, Dubai One, MBC Masr, MBC Masr 2, MBC Persia, MBC Variety, MBC+ Variety, Mix One, MBC4, MBC2, OSN, Infinity[réf. nécessaire]…
Au Québec, elle est diffusée depuis le 14 mai 2012 sur Mlle[réf. souhaitée].
Ayant atteint d'excellents audimats à l'étranger, notamment dans les pays anglophones, la série a été et est toujours diffusée dans de très nombreux pays du monde. Plus de 50 pays ont en effet acheté les droits pour la retransmettre.
En Australie, Friends a été la série la plus regardée de 1998 à 2000. Elle est classée deuxième en 2001, et troisième en 2003 et 2004. Elle a rassemblé en moyenne entre 1,6 et 1,9 million de téléspectateurs par épisode. Ceci classe la série dans les programmes les plus regardés en Australie : elle est classée deuxième en 1999, et apparaît régulièrement dans les 5 programmes les plus regardés.
Au Royaume-Uni, où la série était diffusée sur Channel 4 de 1998 à 2012, l'audience a été très bonne, classant régulièrement les épisodes dans le top 10 des audiences de la semaine, tous programmes confondus. Enfin, la série est diffusée sur MBC 4 pour les pays du Moyen-Orient. Elle a également été diffusée en Suisse sur la chaîne TSR.

### Succès et critiques

#### Analyse du succès
Le succès de cette série repose notamment sur des personnages que le public n'a pas tardé à trouver attachants : Ross, l'intellectuel timide et malheureux en amour, Joey, le séducteur qui compte plus sur son physique que sur son intelligence pour plaire, Chandler, le blagueur aux réparties diversement accueillies, Phoebe, la farfelue, Monica, la maniaque de la propreté et du rangement, et Rachel, la paresseuse désordonnée. Les six amis se voient très souvent (en particulier au Central Perk, un café où ils passent ensemble la plupart de leur temps libre), parlent travail, argent, amour, se disputent, se soutiennent, rient et pleurent côte à côte.
En somme, Friends est une histoire d'amitié, de liens solides qui se renforcent à mesure que le temps passe. Grâce à l'évolution des personnages sur dix ans, la série se présente comme un parcours initiatique, traité sur un mode humoristique, montrant de jeunes adultes affronter les difficultés de la vie. Les spectateurs peuvent s'identifier aisément à cette histoire de gens ordinaires car la plupart des sujets ordinaires y sont traités.
Friends est une sitcom (situation comedy), c’est-à-dire une série humoristique dont l'action se déroule presque exclusivement dans les mêmes décors, plus proche de la pièce de théâtre filmée que du « feature film ».
Certaines constantes formelles se retrouvent dans quasiment tous les épisodes :
- les rires des spectateurs en fond sonore : les sitcoms américaines sont souvent enregistrées en public, ce qui est partiellement le cas de Friends : bien que les rires et une partie des voix soient ré-enregistrés en post-production, et que certaines scènes (extérieurs notamment) soient réalisées à part, et bien que le montage des épisodes diffusés ne soit pas réalisé en direct, Friends est tourné en public et d'une traite, à l'issue de près d'une semaine de répétitions. Le tournage face à un public d'environ trois cents personnes s'étale sur environ cinq heures et est enregistré par quatre ou cinq caméras en même temps.
- l'utilisation d'un humour à la fois visuel (mimiques ou cascades) et verbal ;
- l'utilisation systématique d'événements, fortement ritualisée, du folklore américain tels que Thanksgiving, Noël, Halloween, mais aussi les anniversaires, les fiançailles et les mariages, les enterrements de vie de célibataire, les baby showers, etc. Friends est sans doute un bon support pour l'apprentissage de la culture des États-Unis et pour apprendre un anglais courant et familier, ce qui explique en partie son succès auprès des jeunes non anglophones ;
- le titre de tous les épisodes de la série en anglais commence par « The one with/without/where/after… », imitant la façon dont on décrit dans le parler familier un épisode dont on ne connait pas le titre (« Celui où… », « Celui avec… »). Cet effet humoristique n'a pas vraiment survécu à la traduction, les titres français commençant toujours par « Celui qui », erreur de traduction non corrigée au fil des épisodes.

## Accueil
| Saison | Saison | Nombre d'épisodes | Diffusion | Première (millions) | Finale (millions) | Moyenne (millions) |
| ------ | ------ | ----------------- | --------- | ------------------- | ----------------- | ------------------ |
|        | 1      | 24                | 1994-1995 | 21.5                | 31.3              | 24.8               |
|        | 2      | 24                | 1995-1996 | 32.1                | 29.0              | 30.4               |
|        | 3      | 25                | 1996-1997 | 26.8                | 28.8              | 26.3               |
|        | 4      | 24                | 1997-1998 | 29.4                | 25.5              | 24.4               |
|        | 5      | 24                | 1998-1999 | 31.1                | 25.9              | 24.7               |
|        | 6      | 25                | 1999-2000 | 27.7                | 30.7              | 22.6               |
|        | 7      | 24                | 2000-2001 | 25.5                | 30.1              | 22.0               |
|        | 8      | 24                | 2001-2002 | 31.7                | 28.9              | 26.1               |
|        | 9      | 24                | 2002-2003 | 23.0                | 25.5              | 23.5               |
|        | 10     | 18                | 2003-2004 | 24.4                | 52.5              | 27.5               |

## Culture populaire
- La Force du destin fait partie des références souvent citées dans la sitcom Friends.
  - Dans l'épisode 2.19, le personnage de Gunther prétend (dans la version originale) avoir interprété le personnage de Bryce dans La Force du destin (dans la version française, il prétendra avoir été le bébé de J.R. Ewing dans Dallas).
  - Dans un autre épisode, Joey auditionne pour le rôle d'un boxeur dans La Force du destin.
  - Les noms des personnages de Friends ont pour origine les personnages de La Force du destin. Ross pour Ross Chandler, Joey pour Joey Martin, Chandler pour la famille Chandler, Monica pour Monique/Daisy Cortland, Rachel (Karen) Green pour Janet Green et Phoebe pour Phoebe Tyler Wallingford.

### Gags récurrents
L'une des particularités de l'humour de Friends est le retour régulier, tout au long des dix ans de la série, des mêmes gags, exploités de plusieurs manières. Ce procédé a permis de cultiver la complicité avec le public qui suit la série au fil des années. Les principaux gags sont les suivants :
- « oh-mon-Dieu ! » (Oh-my-God!) : exclamation de Janice, chaque fois qu'elle fait irruption dans la vie de Chandler, généralement de façon fracassante, et toujours dans des situations embarrassantes pour ce dernier. Par « contamination », Chandler a tendance à employer lui-même cette expression, mais en clamant en VF : « oh-my-God ».
- « Hey, ça va, toi ? » (How ya doin’?, contraction de How are you doing?) : phrase systématiquement employée par Joey, avec un grand sourire, pour aborder ses futures conquêtes, souvent avec succès.
- « Salut ! » : quand un Friend dit « Salut » aux autres, ceux-ci lui répondent tous à leur tour « Salut » toujours d'une façon différente. Par exemple, Chandler a tendance à changer sa voix et à prendre une voix ridicule tantôt très grave ou aiguë.
- Quel est le métier de Chandler ? : l'activité de Chandler a un rapport avec l'informatique et la « reconfiguration de données et les factures statistiques », mais elle reste profondément mystérieuse. Faute de pouvoir répondre à cette question lors d’un pari, Monica et Rachel perdront temporairement leur appartement au profit de Chandler et Joey.
- la coupe de cheveux de Ross : dans les premières saisons, on se moque beaucoup de sa coiffure en lui faisant remarquer qu'il met trop de gel.
- Joey et la nourriture : Joey aime la nourriture et ne la partage pas. Il apprécie particulièrement les sandwichs aux boulettes de viande. Quand Rachel lui demande s'il devait choisir entre le sexe et la nourriture lequel il « laisserait tomber », il a du mal à se décider et finit par lâcher « Je veux des filles sur du pain ! ». Ce thème revient dans l'épisode neuf de la Saison 10, où Joey sort avec une amie de Phoebe qui lui prend des frites de son assiette, pensant partager. Mécontent, Joey le rapporte à Phoebe et s'exclame « Joey doesn't share food ! » (« Joey ne partage pas sa nourriture ! »).
- l'homosexualité des Friends et de leur entourage proche : sans doute le plus récurrent des gags de la série, qui joue sur la confusion des relations des Friends entre camaraderie et séduction. Chandler est la principale victime de ces gags : ses goûts jugés peu virils font qu’il est systématiquement pris pour un homosexuel. Mais tous les Friends sont impliqués dans des scènes qui vont de la forte allusion (surtout pour les scènes de séduction involontaire entre les filles) à des baisers plus ou moins consentis : Ross embrasse Joey (pour l’entraîner à jouer un rôle gay) ; Rachel embrasse un personnage joué par Winona Ryder pour ressusciter le souvenir d’une nuit d’excès, puis elle se laisse embrasser par Phoebe, qui souhaite faire une comparaison. D'autres scènes vont dans la même direction. Ainsi, Ross et Joey découvrent les plaisirs de la sieste commune, et se retrouvent dans une situation gênante quand ils sont pris sur le fait. Dans un épisode sur le nouvel an, Chandler se plaint de n'avoir personne à embrasser et Joey l'embrasse pour le faire taire. Notons que le père de Chandler est homosexuel, initialement marié avec la mère de ce dernier, assez castratrice. Le père de Chandler[57] se produit dans un spectacle de drag-queen, endroit où nous sommes entrainés dans un épisode où Chandler annonce finalement son mariage avec Monica à son père. L'homosexualité est d'autant plus ancrée dans Friends par la présence de Carol Willick (première femme de Ross, homosexuelle) et de sa compagne (puis épouse), Susan Bunch. Ross a conçu son fils, Ben, avec Carol alors qu'ils étaient encore en couple. Ils divorcent alors que Carol est enceinte et déjà en couple avec Susan, ce qui est à l'origine de nombreuses situations comiques[58]. Malgré des difficultés de la part de Ross et de Susan quant à leur rôle respectif auprès de Ben, les tensions s'atténuent au fil des saisons. Les réalisateurs et producteurs de la série prennent ouvertement parti pour le mariage homosexuel et pour la défense des droits des LGBT+. Par la naissance de Ben qui a deux mères et un père, ils prennent également parti pour l'homoparentalité. En 2013, Télérama positionne Friends parmi les séries TV qui évoquent le mieux l'homoparentalité[59]. Il ne s'agit pas de se moquer de l'homosexualité ou des homosexuels, mais de rire de l'embarras provoqué par des situations équivoques[réf. nécessaire]. Par ailleurs, David Crane, un des deux créateurs de Friends, est homosexuel. Enfin, il faut noter que, par rapport à la version originale, la version française a tendance à atténuer ou même à supprimer ces allusions.
- « We were on a break! » : le « mais on avait rompu ! » revient plusieurs fois au fil des saisons. Il s'agit d'une dispute récurrente entre Ross et Rachel sur le fait de savoir qui avait tort ou raison lors de leur première rupture, conséquence d'une incompréhension due au double sens du mot « break », qui peut signifier en anglais « pause » ou « rupture ». Ross l'ayant interprété dans ce dernier sens, il avait compris que Rachel avait mis fin à leur relation et avait couché par dépit avec une autre lors d'une soirée ; à l'inverse, Rachel considérait qu'ils ne faisaient qu'une légère pause dans leur relation mais étaient toujours ensemble, et que Ross l'a donc trompée, ce qui a engendré leur vraie rupture à l'issue d'une violente dispute à laquelle les autres Friends assistent cachés dans la chambre de Monica. Leur différence d'interprétation autour de ce quiproquo sera la raison de leur seconde rupture et dure jusqu'à la fin de la série.
- l'obésité de Monica : devenue très svelte, Monica fut une adolescente obèse[3]. De nombreux gags, souvenirs et flash-backs sont basés sur ce contraste. Monica a brusquement changé de comportement et de silhouette à la suite d'une réflexion blessante de Chandler.
- Ross et les dinosaures : Ross est un ancien nerd (fanatique des sciences). Son intérêt passionné pour les dinosaures reste incompris de ses amis. De plus, lorsque Phoebe lui demande ce qu'il aime le plus entre le sexe et les dinosaures, il hésite.
- Gunther soupire après Rachel : Gunther est le gérant du Central Perk où les Friends aiment à se retrouver. N’ayant droit qu'à quelques répliques étalées sur dix ans de série, Gunther manifeste pourtant un amour passionné, désespéré et silencieux envers Rachel, qui ne se rend compte de rien.
- les obsessions de Monica : le comportement de Monica est fortement affecté par une série de manies. Elle manifeste une tendance au rangement, au classement et à l'organisation qui touche à l'obsession. De nombreux gags sont fondés sur son obsession de la propreté, son refus de perdre le contrôle de la situation, sa pulsion intense de compétition, ou la nécessité désespérée de se faire aimer de ses amis, et en particulier d'être considérée comme une parfaite hôtesse. Ces traits de caractères rendent la cohabitation avec Monica franchement difficile, en raison des multiples exigences qu'elle formule. Phoebe, qui fut sa colocataire, en vint à fuir son appartement, ce qui permit à Rachel de récupérer sa chambre. Chandler entend souvent des commentaires ironiques sur son courage pour partager sa vie avec une telle maniaque. En revanche, les Friends savent user et abuser du comportement de Monica, pour trouver table ouverte ou faire appel à ses talents d’organisatrice. Victime consentante, Monica se montre très heureuse de faire plaisir à ses amis. Mais, dans de rares moments de lucidité, elle se rend compte que son comportement compulsif fait fuir tous ses petits amis, ce qui explique pourquoi elle est seule la plupart du temps. Enfin, il est difficile de ne pas voir dans sa volonté d'être parfaite une conséquence du comportement dédaigneux de ses parents à son égard.
- Monica et ses parents : les parents Geller sont si fiers de leur fils Ross et de sa réussite scolaire et universitaire qu'ils l'affichent ouvertement comme leur favori, au détriment de Monica. L'humour lié à cette situation vient du caractère inattendu des avanies subies par Monica. Ainsi, ils transforment sa chambre en salle de sport, tout de suite après son départ de la maison familiale. Son père utilise les cartons contenant les souvenirs d'enfance de Monica comme barrage contre l'eau qui menace sa voiture dans son garage. Ils vont même jusqu'à préférer soigner leur chienne, plutôt que de payer un appareil dentaire pour leur fille adolescente. La relation de Monica avec sa mère est particulièrement difficile. Celle-ci dénigre sa fille par petites touches, et elle exprime le manque total de confiance qu'elle lui inspire. Elle souligne fréquemment que Monica n'a, selon elle, aucun espoir de trouver un conjoint. Monica en vient à se chercher une mère de substitution auprès de la mère de Rachel, sans aucun succès. De façon plus cruelle, la mère de Monica dit à Rachel qu'elle est « comme la fille qu['elle] n'a jamais eue ». De même, elle affirme à Ross qu'en cas de décès de ce dernier, elle se retrouverait sans enfant. Monica résume ses sentiments en affirmant à son frère : « Si je pouvais changer de parents, je voudrais les tiens ! ».
- la pornographie : les Friends sont décrits pour la plupart comme des consommateurs réguliers ou occasionnels de pornographie :
  - Joey se montre le principal amateur du genre, ce qui entraîne de nombreux gags (revues qui traînent, cassettes vidéo, films payants dans les hôtels…). Il a lui-même joué un rôle de figurant dans la version pornographique de Pinocchio (épisode 1 - saison 1). Il partage volontiers cette attirance avec Chandler. Ainsi, durant tout un épisode, ils passent l'essentiel de leur temps devant leur télévision, fascinés par une chaîne pornographique sur le câble, qu'ils ont obtenue gratuitement.
  - Monica accepte plus ou moins bien le penchant de Chandler, notamment lorsqu'elle raconte l'avoir surpris à plusieurs reprises en train de se caresser devant leur télévision. Elle fait toutefois preuve de complaisance en allant louer des films X pour faire plaisir à Chandler, et même un « porno-requin » à la suite d'un malentendu.
  - Ross se montre plus discret, mais plusieurs épisodes suggèrent qu'il loue également des cassettes pornographiques.
  - de son côté, Rachel se trouve dans une position délicate lorsque Joey découvre dans sa chambre un roman pornographique, auquel elle a recours lors d'une longue période d'abstinence sexuelle (2 ans !). Toutefois, elle se défend crânement, en revendiquant la masturbation comme une forme de sexualité légitime.
  - quant à Phoebe, elle fait de fréquentes allusions au sado-masochisme, en s'attribuant le plus souvent le rôle de dominatrice. Elle montre ainsi une grande expertise (fantasmée ou réelle) dans l'utilisation d'une paire de menottes trouvée dans la chambre de Rachel.
  - le plaisir trouvé dans les films pornographiques semble avoir une répercussion sur les pratiques sexuelles des Friends. Ainsi, Monica et Chandler se font surprendre par Joey, alors qu'ils s'apprêtent à se filmer en train de faire l'amour. De même, Rachel et Ross se montrent très excités à l'idée de visionner une cassette où ils ont involontairement enregistré leurs ébats. Enfin, les Friends ne résistent pas à la tentation de visionner un film sado-masochiste où joue Ursula, la sœur jumelle de Phoebe (en utilisant le prénom de cette dernière comme pseudonyme).
- les divorces de Ross : bien que Ross n'aspire qu'à une vie de couple stable, il se retrouve au fil des péripéties divorcé à trois reprises (Carol — elle est lesbienne —, Emily — Ross prononce le nom de Rachel à l'église lors de leur mariage —, Rachel — ils se marient à Las Vegas en étant saouls), ce qui est l'objet de moqueries récurrentes de la part de Joey et Chandler.
- l'enfance de Chandler : Chandler a mal vécu la séparation de ses parents, les relations homosexuelles de son père, et les livres torrides rédigés par sa mère. Chandler décrit son enfance comme un pur cauchemar.
- les chansons de Phoebe : Phoebe, persuadée de ses talents de guitariste et de chanteuse, se produit au Central Perk. De nombreux sketches sont fondés sur le caractère décalé de ses chansons, de sa musique et de sa voix. Sa chanson la plus connue est Smelly Cat (traduite en français par Tu pues le chat).
- « I know ! » : C'est comme la phrase fétiche de Monica quand quelqu'un est d'accord avec elle .
- Le gros-tout-nu : les six amis aiment observer ce voisin qui se promène constamment nu. À la saison 5 il déménage et laisse son appartement à Ross.

### Des thèmes plus graves
Les scénarios de Friends sont essentiellement fondés sur les déboires sentimentaux des personnages. Mais des thèmes plus graves (si l'on considère que l'amour n'est pas un thème grave) sont aussi traités, ce qui correspond bien à la fonction initiatique de la série, même si le ton reste humoristique.
- La mort d'un parent ou d'un proche : Phoebe évoque souvent le suicide de sa mère[3], un soir de Noël, alors qu'elle avait 13 ans. Elle doit également affronter le décès de sa grand-mère. De même, Monica et Ross perdent leur grand-mère lors de la saison 1. Rachel est confrontée à la disparition de sa supérieure hiérarchique. Joey culpabilise après la mort de son impresario, Estelle. Les Friends ont parfois une réaction peu convenable à l'annonce de la mort d’une personne. Ainsi, Monica explose de joie lorsqu’elle apprend le décès d’une tante avec qui elle ne s’entendait pas. Plus tard, Rachel et Ross spéculent sur le décès d'une voisine âgée, pour récupérer son appartement.
- Les relations conflictuelles entre membres d'une même famille : Friends ne donne pas une image idéalisée de la famille. Ainsi, les parents de Ross et Monica préfèrent ouvertement leur fils à leur fille, et Monica a toujours souffert d'être « la dernière » à leurs yeux. Chandler a honte de ses parents, en particulier de son père travesti et chanteur dans un cabaret à Las Vegas, et a mal vécu leur divorce. Le père de Joey trompe sa mère depuis plusieurs années. Phoebe s'entend mal avec sa sœur jumelle, Ursula, et Rachel n'a pas de très bons rapports avec ses sœurs, Amy et Jill, leur reprochant d'être restées des « filles à papa ». Les relations entre ces différents personnages ne vont d'ailleurs pas nécessairement s'améliorer avec le temps, chose assez rare dans une sitcom. Mais Friends ne donne pas non plus une image complètement négative de la famille : Ross et Monica sont ainsi des exemples de frère et sœur ayant de très bonnes relations entre eux. Ce thème permet également de renforcer un des piliers de la série : un groupe d'amis proches qui deviennent une véritable famille les uns pour les autres, à défaut d'en avoir une parfaite.
- La perte d'un travail et la recherche d'un emploi : tous les Friends seront confrontés un jour ou l'autre à ces problèmes. Ross se fait renvoyer du musée dans lequel il travaille lors de la saison 5 et sera ensuite professeur à l'université. Joey, en tant qu'acteur, est en permanence à la recherche d'un rôle ; il joue si peu qu'il finit par en perdre sa couverture sociale, alors même qu'il souffre d'une hernie. Monica et Phoebe se font renvoyer de leurs emplois respectifs. Rachel et Chandler quittent volontairement leur poste en espérant trouver une activité plus conforme à leurs souhaits (Rachel se fera par la suite elle aussi renvoyer), mais avec de gros problèmes financiers à la clef.
- La maternité : Phoebe, pour rendre service à son demi-frère, accepte d’être mère porteuse pour son frère et sa belle-sœur, et elle se retrouve enceinte de triplés. En fait, les scénaristes ont rendu le rôle compatible avec la grossesse de l'actrice Lisa Kudrow. Rachel se retrouve involontairement enceinte de Ross, et elle décide de garder l'enfant pour l'élever toute seule, elle partage finalement la garde de leur fille Emma avec Ross. Une sœur de Joey, Gina, se retrouve également enceinte, alors qu'elle était « la seule à être allée à la fac » de la famille Tribbiani. Dès la première saison, Ross apprend que son ex-femme est enceinte de lui. Ils se partagent la garde de Ben.
- La stérilité dans un couple et l'adoption d'un enfant : Monica désespère de ne pas pouvoir avoir d'enfant avec Chandler, alors que son seul désir est celui d'être mère. Ils apprennent qu'ils sont confrontés à un problème de stérilité et ils décident de recourir à l'adoption. La série montre alors leurs espoirs d'être choisis comme famille d'accueil. Après quelque temps d'attente, ils assistent à la naissance de leurs enfants adoptifs, des jumeaux mis au monde par une jeune femme, Erika.

### Critiques et controverses
La série a également suscité des critiques.
Un point souvent critiqué est le fait que la plupart des acteurs de la série sont blancs : il faut attendre la neuvième saison pour voir apparaître le premier personnage récurrent de couleur (le personnage de Charlie, incarné par Aisha Tyler). Dans les années 1990, il était rare de voir des séries mélangeant des personnes de couleurs et on retrouve une situation inverse avec des séries comme Le Prince de Bel-Air, le Cosby Show ou encore La Vie de famille où la plupart des protagonistes sont Afro-Américains.
Les gags récurrents sur les homosexuels et le comportement de certains d'entre eux (notamment Ross envers Susan) sont également à l'origine d'accusation d'homophobie envers la série,. On peut cependant noter que David Crane, l'un des créateurs, scénaristes et producteurs de la série, étant lui-même homosexuel, a fermement défendu le fait que les personnages de Chandler et de Ross n'étaient pas homophobes. Par ailleurs, la mise en situation dès la première saison d'un couple homosexuel féminin accédant à la parentalité constitue une première dans l'histoire télévisuelle. À noter également, plusieurs personnages homosexuels masculins insérés dans la société et assumant leur statut, notamment dans l'entreprise de Chandler (saison 1).
La vulgarité de certains épisodes, qui adoptent un langage parfois corsé ou utilisent des allusions sexuelles pour provoquer un effet comique, a été pointé du doigt. Certains thèmes abordés entraîneront d'ailleurs des classifications restrictives pour certains épisodes dans plusieurs pays.
Dans le domaine de la santé, la série aurait popularisé la croyance erronée selon laquelle l'urine permet de diminuer la douleur causée par une piqure de méduse. En effet, une scène de la série montre Chandler uriner sur Monica après celle-ci a été piquée par une méduse. Chandler déclare : « Il y a quelque chose comme de l’ammoniaque dans l’urine, qui neutralise la douleur ». Cependant aucune étude médicale n'a montré l'effet bénéfique de l'urine, cette dernière pouvant même aggraver la douleur dans certains cas.
En France, sont reprochées notamment de trop fréquentes erreurs de traduction, des traductions trop éloignées des textes originaux et des jeux de mots dénaturés, ainsi que le changement des voix françaises de Rachel, Chandler et Joey lors des deux dernières saisons. Ces écarts de traduction sont parfois justifiés par les différences culturelles avec les États-Unis. Les erreurs sont également dues au temps imparti pour réaliser le doublage (deux épisodes par jour) et certains fans admettent néanmoins que la version française est le doublage le plus réussi.

### Récompenses et nominations
La série Friends et ses acteurs ont reçu en tout un total de 56 récompenses et 153 nominations, attestant du succès commercial, mais aussi du succès critique de la série.

### Produits dérivés

#### Une éventuelle reprise
Un succès commercial de cette ampleur a favorisé les envies et les rumeurs de remake.
En 2006, une rumeur s'est répandue dans la presse et sur Internet, annonçant que la chaîne NBC aurait proposé aux six acteurs de Friends la somme de 5 millions de dollars chacun pour le tournage de quatre épisodes spéciaux d'une heure, prévus pour 2007,. La chaîne américaine a aussitôt démenti l'information dans un communiqué formel.
Les informations actuelles provenant des créateurs ou des acteurs indiquent clairement que cette idée n'est pas à l'ordre du jour.

#### Séries dérivées

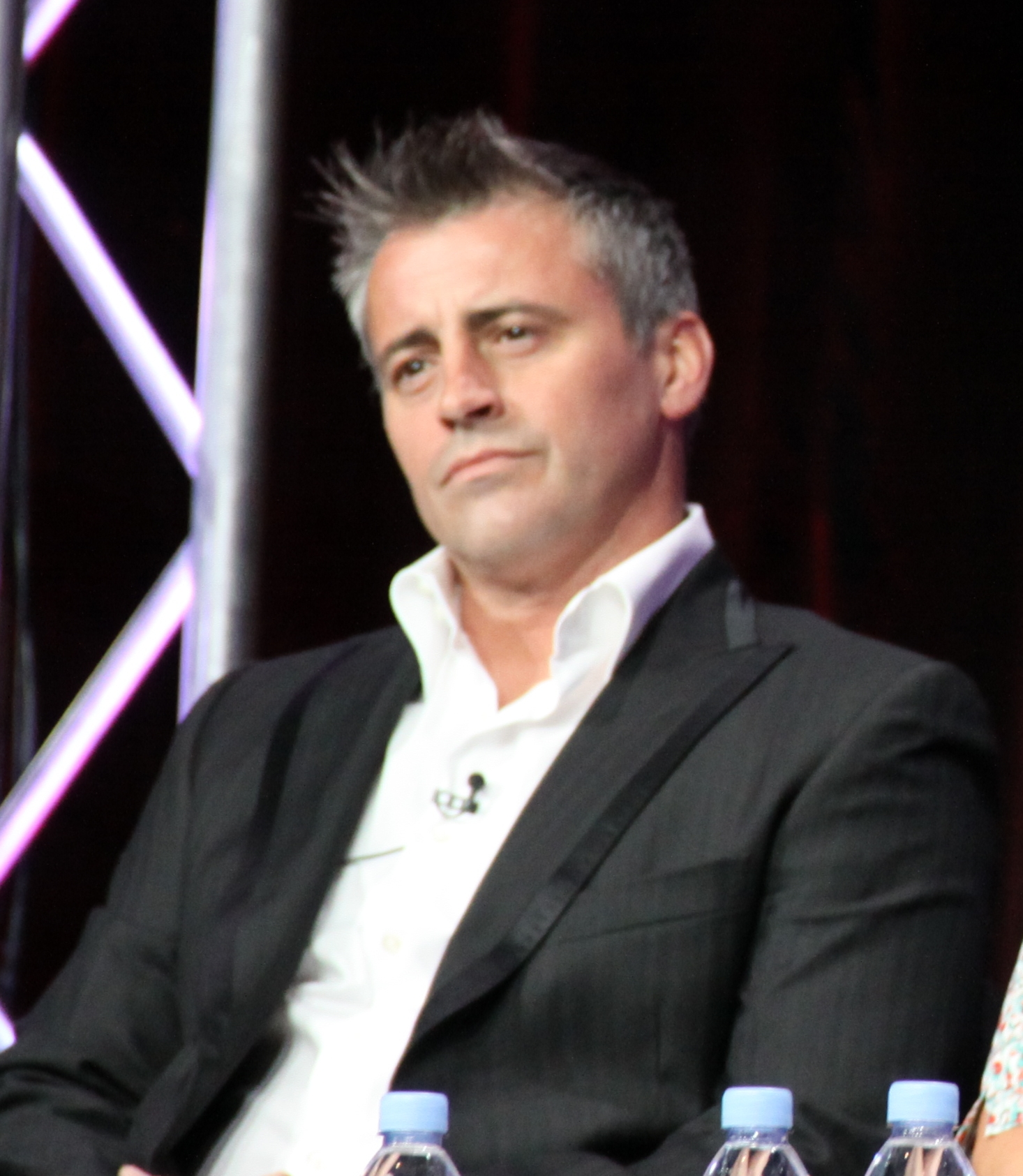
Matt LeBlanc, qui interprète le personnage de Joey Tribbiani dans Friends et sa série dérivée Joey.

Une série dérivée (spin-off en anglais) se déroulant à Los Angeles et ayant comme titre et héros Joey a débuté sur les écrans américains le 9 septembre 2004. Néanmoins, faute d'avoir su trouver un vrai succès parmi les anciens spectateurs de Friends, le tournage de cette série s'est brusquement interrompu au cours de la deuxième saison.
Par ailleurs, la production d'un second spin-off, intitulé It's A Guy Thing (reprenant les personnages de Joey, Ross et Chandler) a également été démentie par NBC en janvier 2006.

#### Friends, le film
Depuis l'arrêt de Friends en 2004, la rumeur d'une adaptation au cinéma refait régulièrement surface. Certaines sources prétendent que les succès commerciaux des films Sex and the City, le film (Sex and the City) et les Simpson, le film, eux aussi issus d'une série télévisée, aurait donné des idées aux producteurs de Friends. Cependant, les six acteurs principaux et les créateurs l'ont toujours niée. En juillet 2008, le journal Daily Mail annonce que Courteney Cox et Jennifer Aniston auraient envisagé de produire le film Friends mais, quelques semaines plus tard, Courteney Cox déclare « Non ! Rien ne se passe actuellement, donc ces rumeurs sont fausses. ».
En 2009, James Michael Tyler, alias Gunther, affirme lors d'une entrevue avec le tabloïd News of the World, que les six comédiens sont intéressés. Les créateurs de la série, Marta Kauffman et David Crane, auraient également donné leur accord pour écrire et produire ce film dont la sortie est prévue pour 2011.
Dès lors, il est annoncé que David Crane et Marta Kauffman écriraient le scénario et produiraient le long-métrage et que les responsables du studio Warner seraient prêts à rémunérer généreusement les comédiens, qui touchaient des cachets à sept chiffres par épisode durant la dernière saison de la série[réf. nécessaire].

#### Friends, des retrouvailles sur HBO Max
Le 13 novembre 2019, le Hollywood Reporter rapporte que des pourparlers sont en cours avec les six acteurs et les créateurs David Crane et Marta Kauffman en vue d’un événement spécial. On parle de retrouvailles de Friends pour le lancement de la plateforme HBO Max.
Le 21 février 2020, après avoir récupéré les droits de diffusion de la série sur sa plateforme, HBO Max annonce la production d'un épisode inédit réunissant les six acteurs. Cet épisode a été tourné début avril 2021 dans les studios Warner Bros originels, à Burbank en Californie. Aux États-Unis, il est disponible en streaming sur la plateforme HBO Max le 27 mai 2021.
Les six acteurs principaux ne reprennent pas leurs rôles dans cet épisode inédit, qui est plus un épisode à la manière d’un « talk-show » à l’américaine. De nombreux invités seront également présents. Cet épisode est intitulé "Celui où ils se retrouvent" en rappel à la formulation des titres de tous les épisodes de la série. En France, l'épisode est disponible sur Salto le même jour qu'aux États-Unis en version originale sous-titrée et est diffusé en prime time sur TF1 en version française le 24 juin 2021.
Après deux ans de négociation, le cachet des acteurs principaux s'élève à 2,5 à 3 millions de dollars par acteur pour cet épisode spécial.

#### Le Central Perk

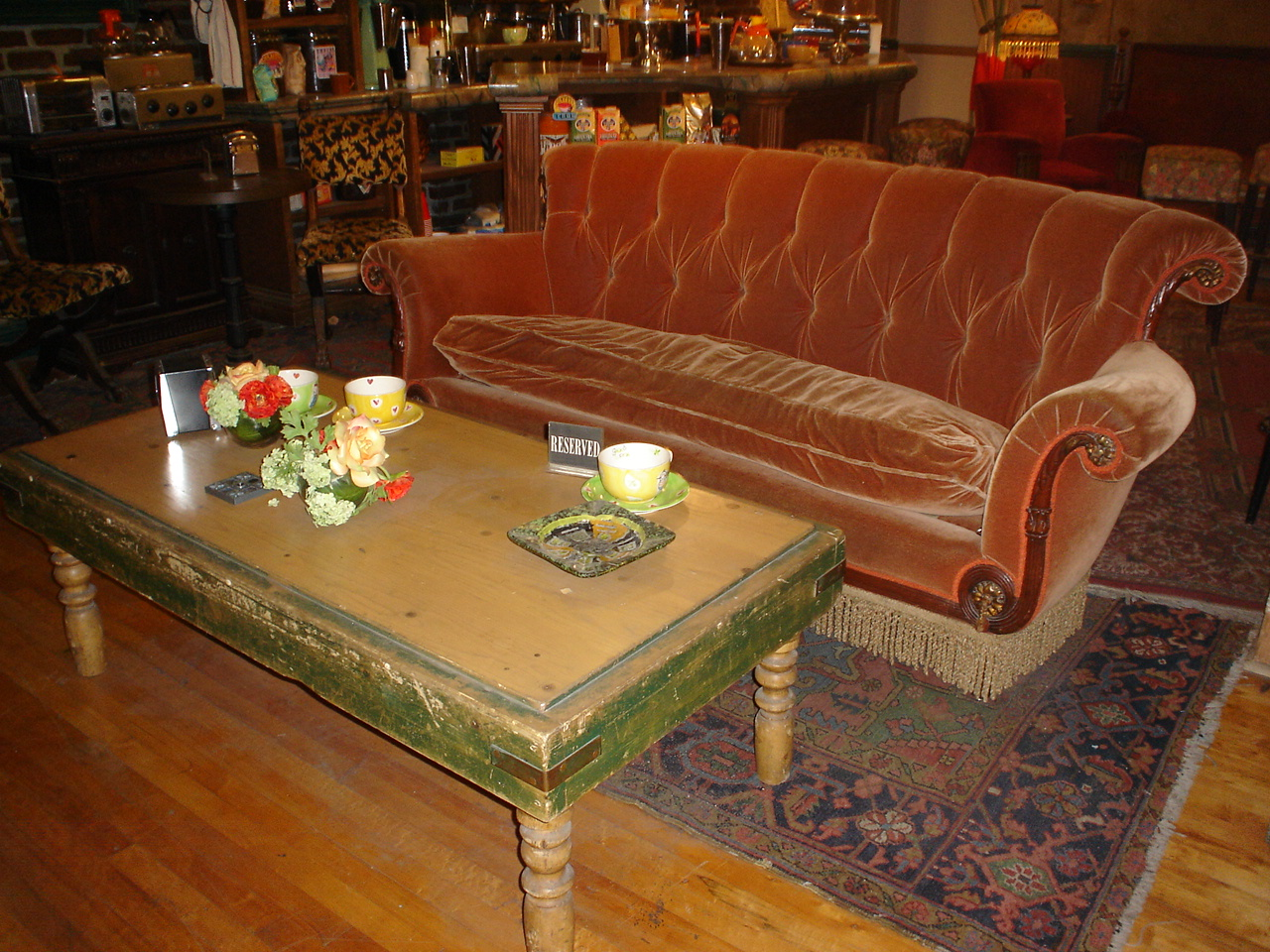
Le canapé du Central Perk.

Une franchise s'est inspirée du fameux café de Friends et a vu le jour. Plusieurs cafés dans le monde ont donc ouvert sous ce nom. Le décor et l'ambiance se veulent les plus proches possible du café de la série.

#### Autres produits
- Les coffrets DVD, existent sous plusieurs formats (par saison, les dix saisons réunies, différentes versions, bonus…).
- La série a également fait l'objet d'une remasterisation en haute définition pour une sortie en Blu-ray[82].
- Plusieurs livres sur la série ont profité de son succès commercial pour faire vendre des anecdotes sur le tournage, le script des épisodes, les résumés, etc.
- Trivia Friends, un jeu de société autour de Friends[83], et Scene-it Friends, un jeu de société de quiz.
- Des jeux vidéo, fondés sur le thème de la série, dont Friends : Celui qui répond à toutes les questions, sorti sur PS2 en 2005 et qui consiste en un quiz[84] ont été commercialisés.
- Le 14 novembre 2012 est sorti le coffret Blu-ray de Friends réunissant les 10 saisons sur 21 disques et de nombreux bonus jusqu'alors inédits en France.
- Le 1er septembre 2019, dans sa gamme Ideas, Lego commercialise un set de construction du Central Perk avec les six personnages principaux, ainsi que Gunther[85]. Deux ans plus tard, la marque commercialise un set représentant les deux appartements principaux (celui de Joey et Chandler et celui de Monica) dans sa gamme Creator Expert. Les six héros sont présents dans des nouvelles versions de figurines et sont cette fois rejoints par Janice[86].

## Influence
Grâce à ses larges audiences Friends a exercé une certaine influence sur son public et au-delà, notamment dans le domaine de la langue et des modes de vie.
- Influence de la culture
américaine dans la lignée de l’American way of life : le goût pour les Coffee Shop, l'attention portée à la mode, la notion d'appartement cosy avec cuisine « à l'américaine ».
- Lors de l'épisode 7 de la saison 9, Ross chante une chanson à sa fille Emma. La version originale de cette chanson (de Sir Mix-a-Lot) a été reprise par Nicki Minaj dans son single Anaconda.
- La coupe de cheveux, arborée par le personnage de Rachel Green dans les deux premières saisons, a eu un grand succès[87] jusqu'à être surnommé « The Rachel ». Plusieurs stars, imitées en cela par de nombreuses jeunes filles, ont adopté cette coiffure, déclenchant un phénomène de mode mondial[88]. Jennifer Aniston précisera lors d'une interview : « je pense que c'était la coupe la plus laide que j'aie jamais vue »[88].
- L'idée de faire une liste pour énumérer les défauts et les qualités d'une personne (et par extension d'un objet) avant de prendre une décision a été popularisée par Friends (voir l'épisode où Ross se voit choisir entre Rachel et Julie). Le principe a été repris entre autres par le Hollywood Stock Exchange[89].
- De nombreuses expressions ont été reprises dans le langage quotidien, surtout dans le monde anglophone, et notamment le fameux « How ya doin'? » (« Ça va, toi ? ») de Joey[90]. Certains néologismes (« bamboozled » pour « s'embrouiller dans ses idées »), blagues ou expressions sont devenues courantes dans les discussions.
- Des scénarios originaux de la série, trouvés dans une poubelle par un employé de studio, ont été vendus aux enchères à 25 000 €[91].

L'universitaire Donna Andréolle a consacré un ouvrage à l'étude de cette série télévisée, sous l'angle de son influence sur la génération X : Friends: Chroniques de la Génération X, publié aux Presses Universitaires de France collection “séries cultes” en 2015.

#### Guides officiels
- David Wild, Friends, le guide officiel de la saison 1, Éditions 84, 1998 (ISBN 2-277-25021-X)
- Penny Stallings, Friends, le guide officiel des saisons 2 et 3, Éditions 84, 1999 (ISBN 2-277-25038-4)
- (en) Lauren Johnson, Friends, the official trivia guide, New American Library, 2004 (ISBN 0-451-21162-6)
- (en) Penny Stallings, The Ultimate Friends Companion, Boxtree Limited, 1998 (ISBN 0-7522-2194-9)
- (en) Penny Stallings, Making Friends in the UK, Channel 4 Books, 1998 (ISBN 0-7522-2194-9)
- David Wild (trad. de l'anglais), Friends, l'Intégrale [« Friends…'Til the End: The One with All Ten Years »], Éditions Mango, 2004 (ISBN 2-914353-55-3)

#### Guides non officiels
- Stefan Peltier, Friends : la famille idéale, DLM, 1999 (ISBN 2-87795-127-8 et 978-2-87795-127-2, OCLC 468069214)
- Jim Sangster (trad. de l'anglais par Alexandre Deschamps), "Friends" like us : le guide non officiel : l'intégrale des saisons 1 à 6, 2000 (ISBN 2-258-05444-3 et 978-2-258-05444-8, OCLC 466557999)
- Franck Beulé, 10 ans de Friends, l'encyclopédie exhaustive de la série culte, La Société des écrivains, 2005 (ISBN 2-7480-2421-4 et 978-2-7480-2421-0, OCLC 470019954)
- Cécile Pinaud, Friends - Petites histoires et grands secrets, Omaké Books, 2024 (ISBN 978-2-37989-345-2)